# 英米関係

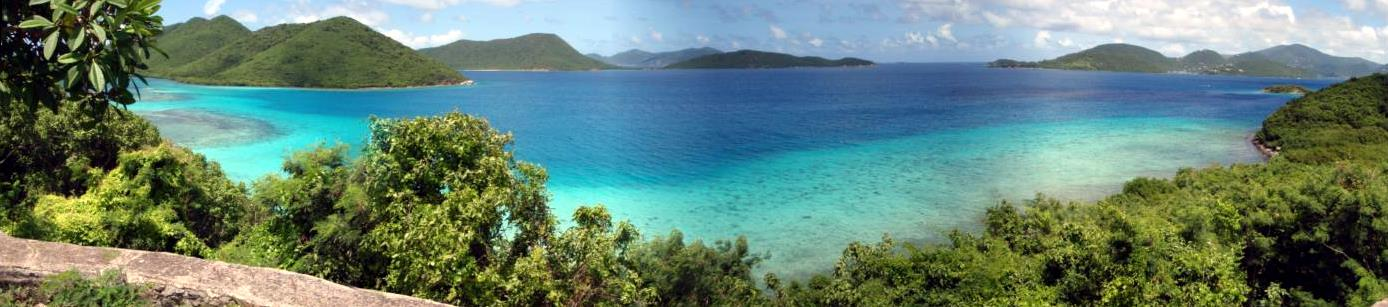
アメリカ領ヴァージン諸島からイギリス領ヴァージン諸島を望む。

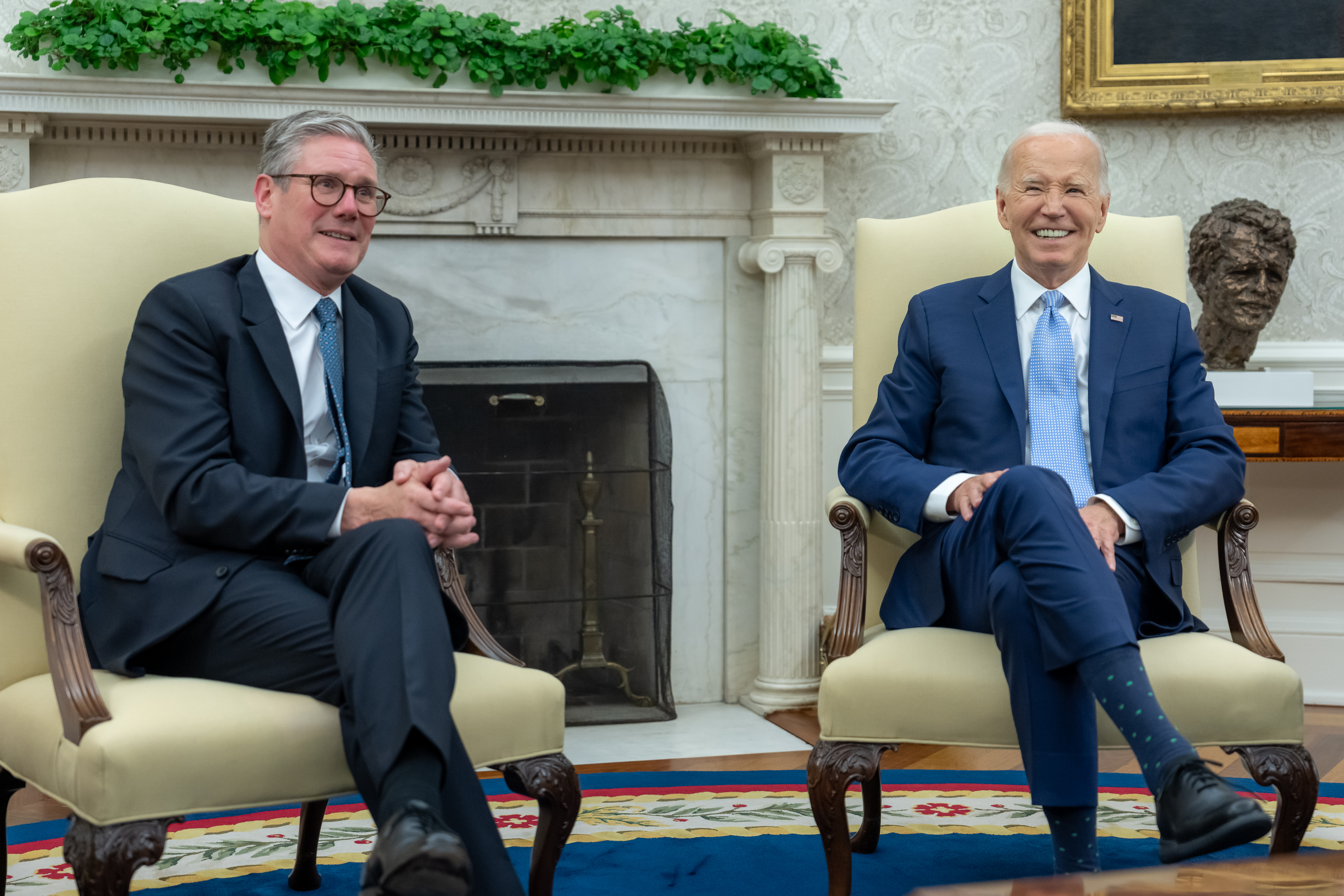
イギリスのスターマー首相とアメリカのバイデン大統領（2024年7月・ホワイトハウスにて）

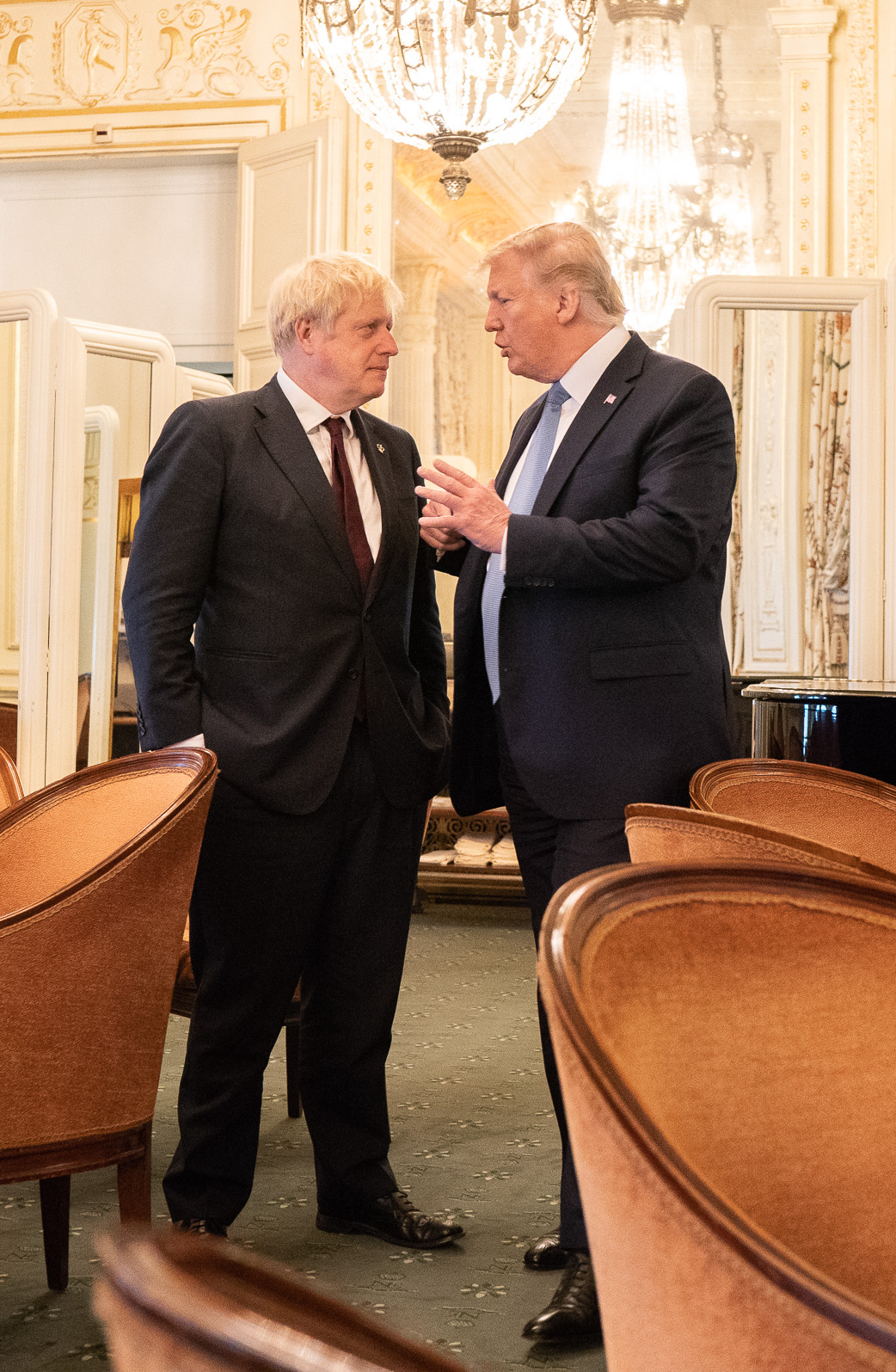
イギリスのジョンソン首相とアメリカのトランプ大統領（2019年8月・第45回G7サミットにて）

英米関係（えいべいかんけい、英語：United Kingdom–United States Relations）では、イギリスとアメリカ合衆国の両国関係について述べる。

## 両国の比較
| 2020年     | イギリス                                   | アメリカ合衆国                               |
| ---------- | ------------------------------------------ | -------------------------------------------- |
| 人口       | 6788万6004人                               | 3億3141万9281人                              |
| 面積       | 24万2495平方キロメートル                   | 962万8000平方キロメートル                    |
| 首都       | ロンドン                                   | ワシントンD.C.                               |
| 最大都市   | ロンドン                                   | ニューヨーク                                 |
| 政体       | 議院内閣制 立憲君主国                      | 大統領制 連邦共和国                          |
| 公用語     | 英語                                       | 連邦レベルでは指定無し（事実上英語を用いる） |
| GDP (名目) | 2兆6383億米ドル（一人当たり3万9229米ドル） | 20兆8,073億米ドル（一人当たり6万3051米ドル） |
| 軍事費     | 592億米ドル                                | 1兆9810億米ドル                              |

## 概要
イギリスとアメリカ合衆国の両国関係は多くの複雑な関係を包含し、古くは2度の戦争から世界の市場を巡る競争まで様々な場に及んでいる。1940年以降イギリス・アメリカ合衆国両国は緊密な軍事同盟関係にあり、特別な関係を享受しているが、これらは戦時同盟国およびNATOの同盟国として築かれたものである。
英米両国は歴史を共有し、宗教で重なり、共通の言語と法体系を持ち、そしてイングランド系アメリカ人・スコットランド系アメリカ人・ウェールズ系アメリカ人・スコッチアイリッシュ系アメリカ人およびアメリカ系イギリス人の各々の間に先祖代々受け継がれてきた親族の血統を含めて、過去数百年を辿ることの出来る血縁関係があることにより、互いに結びつけられている。今日では互いの国に移住する人々が両国共に多くいる。
戦争・反乱・仲違いと和平の時代を通して友好国・同盟国となるのはもちろんのこと、イギリスとアメリカはこれらの第二次世界大戦中に深く根付いた絆を固め、「特別な関係」として知られるまでになった。長期的な見通しでは、歴史家のポール・ジョンソンによれば、両国の関係は「現代の民主的な世界秩序の礎」（"cornerstone of the modern, democratic world order"）であると考えられている。
イギリスは20世紀初頭に現在の同国の外交政策における最も重要な2国間協力関係（"most important bilateral partnership"）としてのアメリカとの関係を確かなものとし、対するアメリカの外交政策においても、アメリカ合衆国はイギリスとの関係を最も重要な関係であると認めており、貿易・商業・金融・技術・学術・芸術・科学の各分野における一連の政事と相互協力さらに政府及び軍の諜報活動の共有、アメリカ軍とイギリス軍の間で遂行される合同戦闘作戦や平和維持活動等にそれが裏付けられている。カナダは歴史的にアメリカ産商品の最大の輸入国かつアメリカ向け商品の主たる輸出国である。2015年1月時点でアメリカにとってイギリスは輸出の点では第5位、輸入の点では第7位の貿易相手国である。
英米両国は他の多くの国の文化にも大きな影響力を及ぼしている。イギリスとアメリカはアングロ圏の二大結節点であり、2015年時点で両国の人口を合わせると約3億8500万人になる。両国は共に、現代世界の多くの部門において、英語を優位に立たせている。

## 政権の変遷
1940年以降のイギリスとアメリカの指導者たち。

## 特別な関係

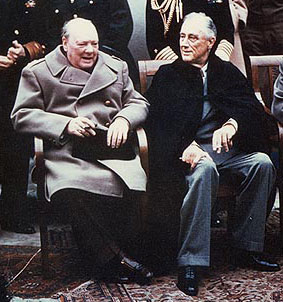
ウィンストン・チャーチル首相とフランクリン・ルーズベルト大統領（1945年、ヤルタ会談にて）

特別な関係 (Special Relationship) とは、英米両国間の非常に緊密な政治的、外交的、文化的、経済的、軍事的、歴史的な関係であるとみなされている。特に1940年以降の両国関係について述べるときに用いられる表現である。

## 歴史

### 起源

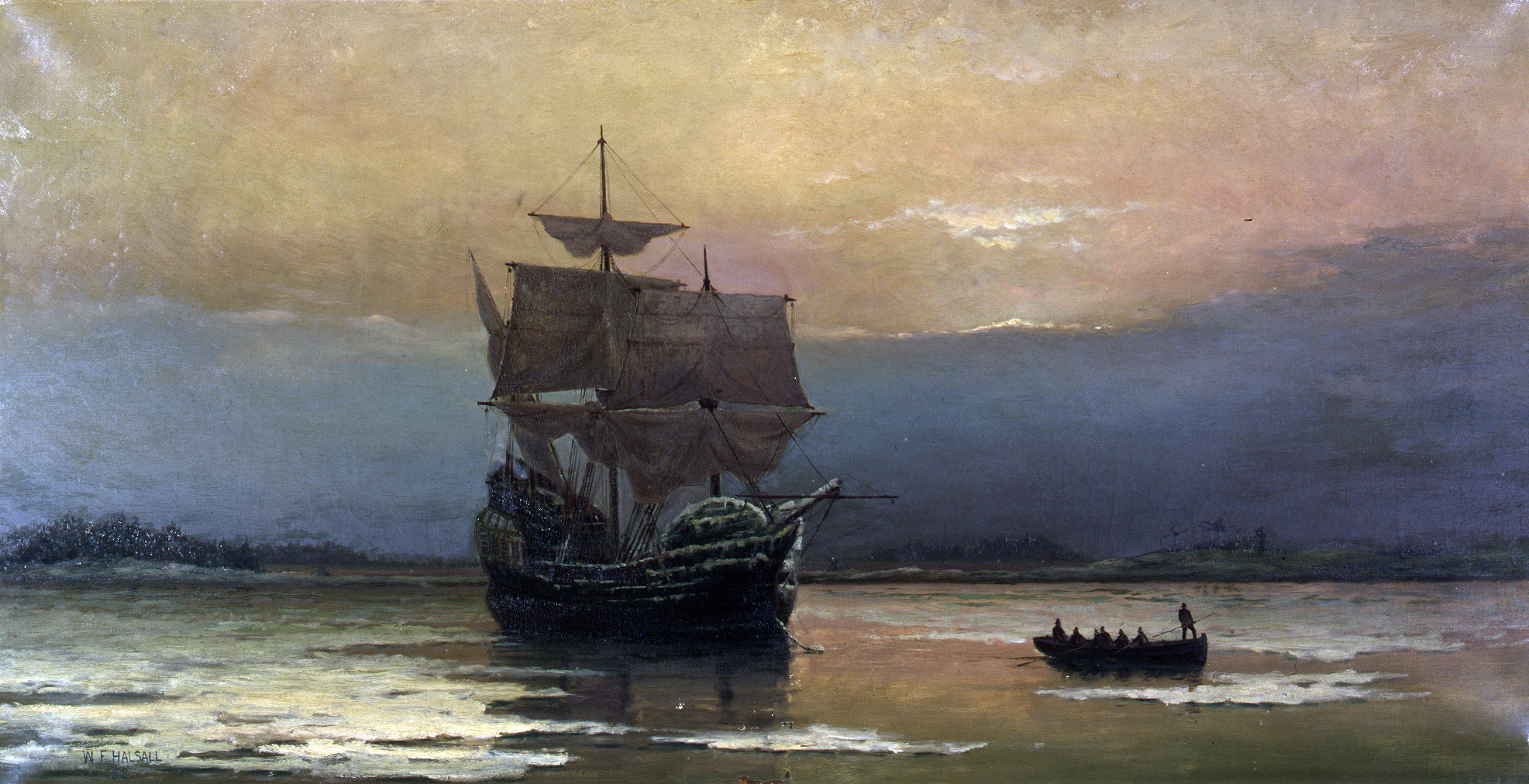
ピルグリムを乗せて1620年に新世界アメリカへと渡ったメイフラワー号（ウィリアム・ハルソールの『The Mayflower in Plymouth Sound』〈1882年作〉による描写）

幾度かの試行錯誤の末、1607年に北アメリカ本土における最初の永続的なイングランド植民地が英領バージニア植民地のジェームズタウンに設立された。1624年までに、英領バージニア植民地はロンドンのバージニア会社により治められる特許植民地 (charter colony) ではなくなり、直轄植民地 (crown colony) となった。ピルグリムはイングランドとアムステルダムを拠点とする小さなプロテスタント教派であったが、一派は入植者集団をメイフラワー号に乗せて派遣した。彼らはメイフラワー誓約を作成して自分達に広範な自治権を付与した後、1620年に小規模なプリマス植民地を設立した。1630年に清教徒らは、それよりもはるかに広いマサチューセッツ湾植民地を設立し、新世界（北米大陸）に新しく「より純粋な」教会を建てることで、イングランド国教会を改革しようとした。
これらを追うように、メイン植民地（1622年）、17、メリーランド植民地（1632年）、ロードアイランド及びプロビデンス・プランテーション植民地（1636年）、コネチカット植民地（1636年）など、他にも植民地が設立された。その後、カロライナ植民地（1663年）が設立された（カロライナ植民地は、1729年にノースカロライナ植民地とサウスカロライナ植民地に分割された）。ニューハンプシャー植民地は1691年に設立された。そして、1732年にジョージア植民地が設立された。
ニューヨーク植民地はイギリスがオランダの植民地ニューネーデルラントを征服して形成された。1674年、ニュージャージー植民地がニューヨーク植民地から分割されて設置された。1681年、ウィリアム・ペンが国王チャールズ2世より勅許を受けて、ペンシルベニア植民地を設立した。
各植民地はロンドンに対してそれぞれ別々に直属した。1686年から1689年までの間にに実施された、これらの植民地をニューイングランド王領という一つの王領にまとめる取り組みは失敗に終わった。

### 移民
17世紀中には、推定35万人のイングランド人とウェールズ人の移民が13植民地に永続住民として到着した。1707年の合同法の成立後の18世紀には、スコットランド人やアイルランド人の移民が、その割合と数において、先の移民らを上回った。
イギリスによるアメリカ大陸の植民地化時期には、社会経済の発展にプラス関与する、自由主義的な行政、司法及び市場の諸制度がアメリカに導入された。同時に、植民地政策は半重商主義的でもあり、大英帝国内での交易を奨励し、他の列強との貿易を阻害し、植民地における工業の興隆を抑止した。これで13植民地は母国の貿易と富を増大させる地位を確立した。イギリスはカリブ海域にある商業植民地の砂糖貿易にてさらに莫大な利益を得ていた。
強制労働制度の導入は、植民地時代のもう一つの特徴であった。13植民地の全てが奴隷貿易に巻き込まれた。中部植民地群とニューイングランド植民地群の奴隷たちは典型的に家庭での召使いや職人、肉体労働者、熟練工として働いた。その初期から南部植民地群の奴隷たちは主に農業に従事し、農場やプランテーションなどで、輸出用の藍、米、綿花、タバコを栽培した。
フレンチ・インディアン戦争(1755-1763)は、七年戦争のうち北米を舞台にしたものだった。北米でイギリスとフランスが交戦した4度目のこうした植民地戦争は、フランス人キリスト教徒の住民らを含めて、イギリスがヌーベルフランスを獲得する結果となった。1763年に調印されたパリ条約の下、フランスはフランス領ルイジアナのうちミシシッピ川を境にして東側の支配権をイギリスに割譲し、そこは後にインディアン特別居留地として知られるようになった。

### 宗教
本国と植民地の間の宗教的な結びつきは、著しいものであった。教会の大半はイングランド（もしくはドイツ）から移って来たものであった。ニューイングランドの清教徒はイングランドの非国教徒らとは滅多に連絡を取り合わなかった。クエーカー教徒により維持された大西洋横断の関係のほうが遥かに緊密であり、特にペンシルベニアで見られた。メソジスト教徒もまた、密接な関係を維持していた。
アングリカン・チャーチ（聖公会）が南部植民地で正式に設立されると、地方税は牧師の給料のために支払われ、教区民が市民の義務として貧民救済などにあたり、地元の名士が教区民を管轄した。教会はアメリカ独立戦争の間に国教制を廃止された。アメリカの聖公会はロンドン主教の支配下にあったが、アメリカで聖公会の主教を擁立するべきかどうかを巡っては、長い間論争があった。他方のプロテスタントはそうしたいかなる任命も阻止した。革命（独立戦争）後、新たに創設された米国聖公会は独自の司教を選び、
ロンドンから距離を置いた。

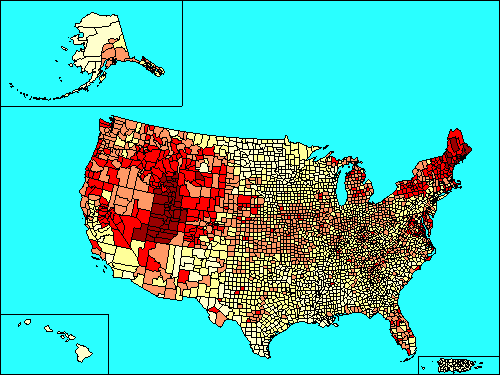
イングランド系の祖先を持つアメリカ人の割合
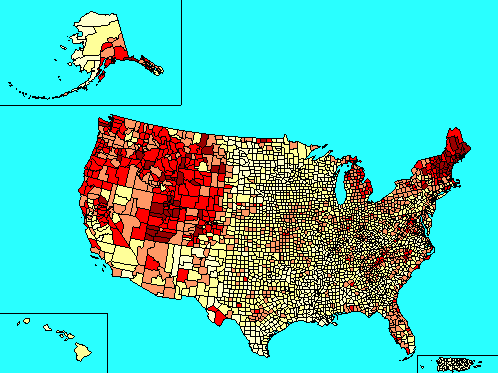
スコットランド系の祖先を持つアメリカ人の割合
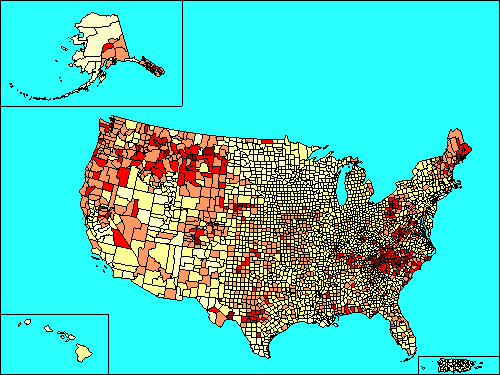
スコッチアイリッシュ系の祖先を持つアメリカ人の割合
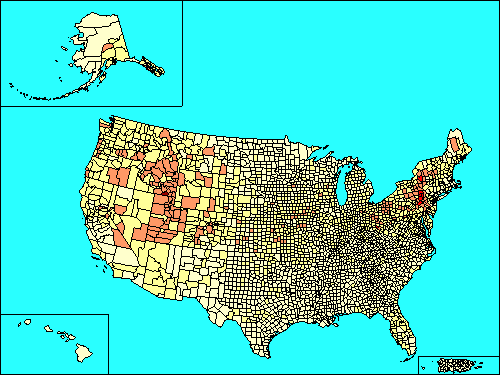
ウェールズ系の祖先を持つアメリカ人の割合

### アメリカ独立革命

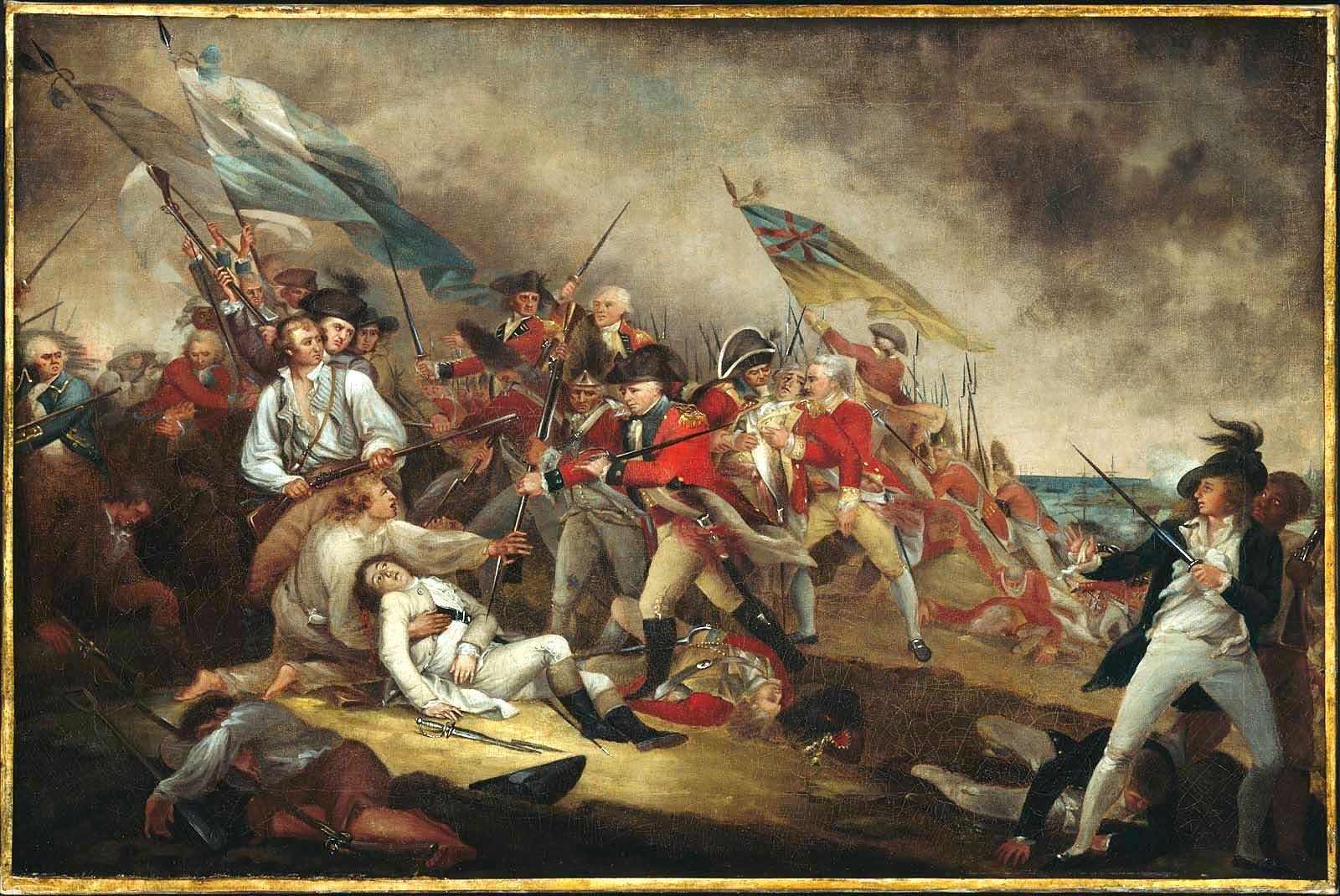
ジョン・トランブルの絵画『バンカーヒルの戦いにおけるウォーレン将軍の死』(1775年)

13植民地は、限定的ではあったが徐々に自治を獲得していった。イギリスの重商主義政策はより厳しくなり、結果的に貿易規制を敷いた母国に利益をもたらした。それによって植民地経済の成長は制限され、植民地商人の収益可能性を人為的に抑制していた。アメリカの植民地はフレンチ・インディアン戦争の間に生じていた借金の返済を助けることが期待されていたが、国王ジョージ3世による代表なき課税と統制の問題を巡り、1765年から1775年にかけて、本国と植民地との間の緊張が高まっていった。1770年のボストン虐殺事件でイギリスの赤服連隊が民間人に発砲したことを発端に、激怒した植民地住民が反乱暴動に駆り立てられた。イギリス議会は印紙法（1765年）や茶法（1773年）など一連の税を課し、対して植民地住民は、ボストン茶会事件でボストン湾にお茶を投棄してこれに抗議した。イギリス議会は1774年に植民地住民らが耐え難き諸法と呼んだ法案を通して、彼らの反抗に対処した。この一連の出来事は、最終的に1775年のレキシントン・コンコードの戦いの最初の発砲の引き金となり、アメリカ独立戦争勃発につながった。1775年6月のバンカーヒルの戦いにおけるイギリスの勝利は、緊張をさらに高めた。独立を達成するという目標がパトリオットと通称される多数派に希求された一方、ロイヤリストと通称される少数派は今後も英国臣民のままでいることを望んだ。しかしながら、1775年5月に第二次大陸会議がフィラデルフィアで開かれた際、ベンジャミン・フランクリン、トーマス・ジェファーソン、ジョン・ハンコック、サミュエル・アダムズ、ジョン・アダムズなどの著名な人物によって行われた審議は結局、母国からの完全なる独立を追い求めるという結論に至った。こうして、1776年7月4日、アメリカ独立宣言が満場一致で承認され、米英は根本的かつ決定的に訣別した。 アメリカ合衆国は近代において首尾よく独立を果たした世界で最初の植民地となった。
1775年の初めにパトリオットは全てのイギリスの役人と兵士たちにこの新しい国から退去するよう強制した。1776年8月にイギリス人たちは大挙して帰還すると、ニューヨーク市を占領し、1783年の終戦まで自分達の拠点とした。イギリスは強力な海軍を使って主要港を占領することに成功したが、アメリカ人の90％は完全に自分達が支配している農村部に暮らした。1777年のサラトガ方面作戦で、パトリオットがカナダから移動して来たイギリスの侵略軍を捕虜にした後、フランスがアメリカの同盟国として参戦し、さらにオランダとスペインがフランスの同盟国に加わった。これに対しイギリスは制海権の優位性を失い、またヨーロッパに大きな同盟国も友好国もほとんどなかった。当時のイギリス側の戦略としてはアメリカ南部に再び焦点を合わせ、そこでは大勢のロイヤリストがイギリス兵士と共に戦ってくれるだろうと期待していた。しかし武器を手にしたロイヤリストはイギリスの必要とする人数よりもはるかに少なく、南部の田園地帯を支配しようとする英国王室の取り組みは失策に終わった。イギリス陸軍がニューヨークに戻ろうとした時には、イギリスの救援艦隊はフランス艦隊によって既に追い返されており、1781年10月のヨークタウンの包囲戦において、ジョージ・ワシントン将軍指揮下のアメリカ・フランス連合軍により同陸軍は捕虜となった。これが実質的に戦闘を終わらせることとなった。

### 講和条約
1783年に新国家に対してかなりの好条件でパリ条約が結ばれ、アメリカ独立戦争が終結した。
鍵となる出来事は1782年9月のこと、当時フランスのヴェルジェンヌ外相が一つの解決策を提案したが、同盟国アメリカに激しく反対された。フランスはこの戦争で戦争で疲弊しており、イギリスからジブラルタルを奪取するまで戦争を続けると主張するスペインを除けば、誰もが和平を望んでいた。ヴェルジェンヌは、ジブラルタルの代わりにスペインが受け入れそうな取引を立案した。アメリカ合衆国は独立を獲得するが、アパラチア山脈の東側地域に限定される。イギリスはオハイオ川以北地域を取ることになる。その南部はスペインの支配下ながらインディアンの独立国（インディアン・バリア・ステートと呼ばれる緩衝国）が創設されようとしていた。アメリカ側はこれらの交渉期間中にフランスとの友好関係が役に立たないと悟ったことで、より好条件の取引をロンドン政府から直接取り付けることに成功した。ジョン・ジェイは即座に、フランスとスペインを切り離して、そちらと直接交渉する意思があるとイギリス側に伝えた。イギリス首相シェルバーン伯は、これに同意した。イギリスの交渉の全責任を負っていた彼は、アメリカ合衆国をフランスから分断して、この新国家を（英国にとって）価値ある経済的パートナーにするには今が好機と見ていた。西側の条件は、アメリカ合衆国がミシシッピ川の東、フロリダの北、カナダの南の全領域を得ようとするものであり、北の境界線は現在の国境とほぼ同じである。その後、1842年のウェブスター＝アッシュバートン条約は、メイン州とミネソタ州の境界にいくらかの変更を加えた。アメリカ合衆国は、カナダ沿岸沖での漁業権を得ようとし、イギリスの商人とロイヤリストらが自らの財産を取り戻そうとするのを許すことで合意した。それはアメリカ合衆国にとって非常に好都合な条約であり、英国の観点から意図的に行なったものだった。シェルバーン伯はイギリスと急成長しつつある米国との間で非常に収益性の高い二国間貿易を予見し、それは実際にそうなった。。

### 革命の終焉
条約は1784年にようやく批准された。イギリスは1783年末頃にニューヨーク、チャールストン、サバンナにいる兵士及び民間人を疎開させた。50万人いたロイヤリストの80%超がアメリカ合衆国に留まり、アメリカ市民となった。残りのロイヤリストの大部分はカナダに移り、自らを王国忠誠派(United Empire Loyalist)と呼んだ。商人や実業家はしばしば渡英して取引先との関係を再興した。裕福な南部のロイヤリストは、自分たちの奴隷らを連れて、主として西インド諸島の大農園へと向かった。また、イギリス人は、イギリス陸軍と戦った元奴隷である約3000人の解放された黒人たちを連れ去ったが、彼らはノバスコシアに渡った。その地が住むのに適さないと判断した多くの人々が、アフリカにある英領植民地のシエラレオネに移った。。
この新国家はミシシッピ川の東側とセントローレンス川および五大湖の南側のほぼ全土を支配下に治めた。イギリスの植民地であった東フロリダと西フロリダは、見返りとしてスペインに割譲された。イギリスと同盟を結んでいた北米の先住民諸部族は敗戦の余波に苦しんだ。イギリスは講和会議で彼らを無視し、ネイティブ・アメリカンの部族は、カナダやスペイン領に移動しない限りは大部分がアメリカの支配下に置かれた。イギリスはアメリカ中西部（特にミシガンとウィスコンシン）にに砦を構えて、そこではインディアンの部族に武器を供与した。

### 1783年-1807年: ジェイ条約の役割

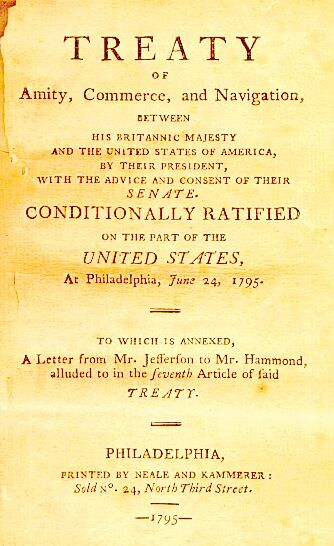
ジェイ条約の条文が記された自費出版の小冊子

戦争が終結すると、両国間の貿易が再開した。イギリスはアメリカへの全ての輸出を認めたが、一部のアメリカの食料品を西インド諸島の植民地へ輸出することを禁じた。イギリスの輸入が僅か75万ポンドだったのに対し、輸出は370万ポンドに達した。この不均衡のためアメリカでは金（ゴールド）が不足した。
1785年、ジョン・アダムズは初代の聖ジェームズ宮廷駐在アメリカ全権公使（現:イギリス大使）に任命され、ジョージ3世 (イギリス王)は彼を丁重にもてなした。1791年にグレートブリテン王国は初の外交使節としてジョージ・ハモンドを米国に派遣した。
1793年にグレートブリテン王国とフランスが戦争状態に入ると、アメリカ合衆国とグレートブリテン王国の関係も戦争寸前の状態になった。1794年にジェイ条約が調印されると緊張状態は緩和され、平和で繁栄した10年に及ぶ交易関係が確立した。歴史家のマーシャル・スメルサーは、この条約がイギリスとの戦争を事実上延期した、少なくともアメリカがそれに対処できるほど強くなるまで延期されたと主張している。
アメリカの歴史家サミュエル・フラッグ・ベミスによると、アメリカ合衆国には未解決問題のリストがあった。
- イギリス陸軍は、1783年の平和条約でアメリカに割り当てられた領土（現在のミシガン州、オハイオ州、ニューヨーク州）で5つの砦を運用していた。
- イギリスは北西部（オハイオとミシガン）の入植者に抵抗するアメリカインディアンの攻撃に資金提供していた。
- イギリスはアメリカ市民である海兵をイギリス軍に印象づける行為を続けていた。
- アメリカの商人は、1793年と1794年にイギリスが拿捕した商船250隻の補償を求めていた。
- 南部での関心は、ロイヤリストが所有する、1781-83年に主人と共に西インド諸島に連れ去られた奴隷の金銭的補償要求だった。
- アメリカの商人は、英領西インド諸島でアメリカ貿易の再開を望んでいた。
- カナダとの国境が多くの場所で曖昧であり、より明確に線引きする必要があった。

最終条約が全てとはいかないまでも一部の問題を解決した。連邦党はジェイ条約を批准するように上院に求めたが、共和党は強く反対した。ジェファーソンとマディソンが率いる共和党はフランスを強く支持し、イギリスとの良好な関係はアメリカの共和主義を破滅させると信じていた。 ジョージ・ワシントン大統領は最後の瞬間まで待ってから決定的介入を行ったため、条約は正確に2/3の投票で批准され、必要な資金が充当された。 その結果、アメリカには世界大戦時代の20年間に及ぶ平和が訪れ、それは共和党が政権を握ってジェファーソンが新条約を拒否し、ブリテン王国に経済的攻撃を開始するまで続いた。
ブラッドフォード・パーキンス (歴史家)は、この条約が最初にイギリスとアメリカの間に特別な関係を築いたもので、その次はソールズベリー卿の下で築かれたものであると主張している。彼の見解では、この条約は英米間の10年間の平和を確保するために機能し「この10年は『最初の親善回復(The First Rapprochement)』期間と位置付けられるだろう」としている。さらにパーキンスは次のように結論づけている。
「約10年間フロンティアには平和があり、通商交流の価値という認識を共有し、さらに前後の時代双方と比較しても、船舶拿捕や強制徴募をめぐる諍いが沈静化した。フランスとの2つの論争は（中略）英語圏の大国同士がより緊密に結託する後押しとなった。」
交戦寸前であった1794年に始まるジェイ条約は両国間の緊張状態を覆したとして、パーキンスは「世界の戦争と平和の10年間を通して、大西洋の両側の歴代政権はしばしば真の友好関係に近づく真摯さをもたらし、それを維持することができていた。」と結論づけている。
歴史家ジョセフ・エリスはこの条約の「一方的にイギリスに有利な」条件を発見したが、歴史家たちの承諾するコンセンサスは次の通りだと断言している。
「（それは）米国にとって抜け目のない交渉だった。本条約は事実上、将来のヨーロッパの覇権を握る大国としてフランスよりもイングランドに賭けるものだったが、それは預言（神からの啓示）のように的中した。その条約は、アメリカ経済がイギリスとの貿易に大きく依存していることを認識したものだった。それはある意味、早熟なモンロー教書の草案であった。というのも、本条約がアメリカの安全保障と経済発展をイギリス艦隊と結びつけ、19世紀を通じてその艦隊が計り知れない価値の防護盾を提供していたからである。おおむねアメリカが経済的かつ政治的に（イングランドと）戦えるようになるまで、この条約がイングランドとの戦争を引き延ばしていたのである。」
アメリカ合衆国は英仏間の戦争（1793年-1815年）にて中立を宣言し、食料・材木その他の物資を双方に売ることで大きな利益を上げた。
トーマス・ジェファーソンは反共和党の政敵達を増強させるのを恐れたために、ジェイ条約に激しく反対していたが、1801年に大統領に就任してからはこの条約を否認しなかった。彼は連邦党の公使 ルーファス・キングをロンドンに駐在させ続け、現金支払いと国境に関する未解決の問題を成功裏に解決するための協議に当たらせた。キング退任後の1805年に両国の友好関係は壊れ、1812年の米英戦争の前兆として、関係はますます敵対的になっていった。ジェファーソンは、自身が任命した外交官による交渉がなされてロンドン政府に承諾された1806年のモンロー＝ピンクニー条約でジェイ条約を更新することを拒否した。それを上院に送ることは決してなかった。
1807年にグレートブリテン王国が奴隷貿易の廃止法案を可決したことで、合法的な国際奴隷貿易は大部分が禁止された。ジェファーソン大統領の要請で、アメリカ合衆国議会は1807年に奴隷輸入禁止法
案を可決し、1808年1月1日に施行された。

### 1812年戦争（米英戦争）

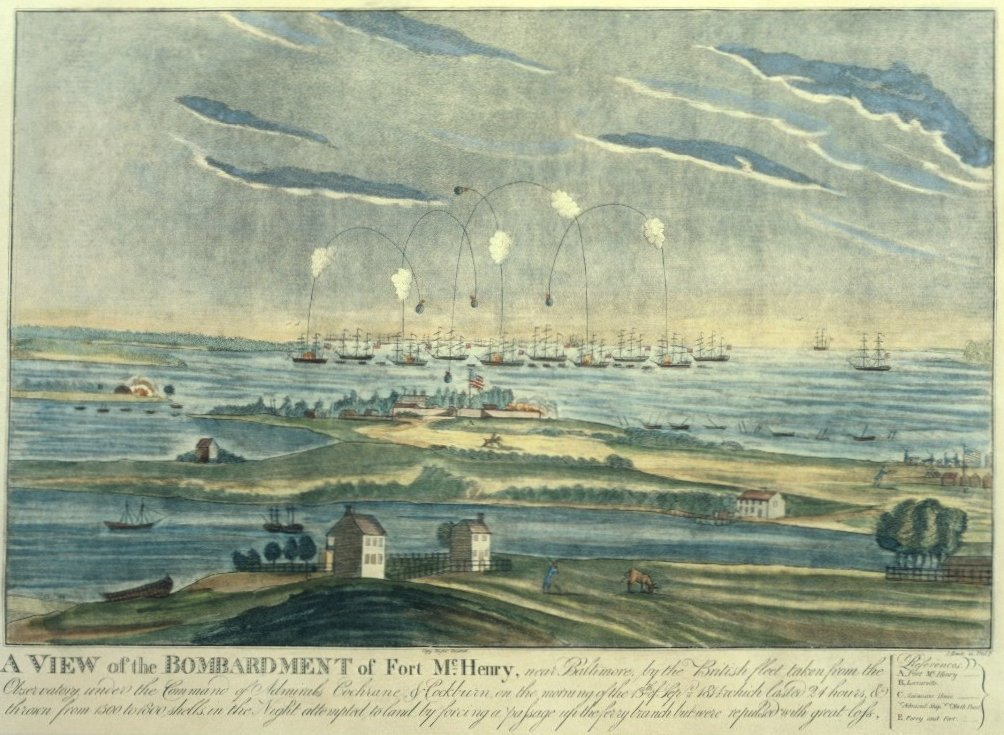
ボルティモアの戦いにおける砲撃の絵画。これに触発されてフランシス・スコット・キーがアメリカの国歌「星条旗」を作詞したとされる。(1814年)

ナポレオン戦争中にイギリスがフランスを封鎖し、中立の商船の臨検及び捜索に関与したことに対する報復として、アメリカ合衆国は通商禁止法で貿易を禁止し、その結果アメリカとフランスの間の貿易が抑制された。また、イギリス海軍はアメリカの船舶に乗り込んできて、イギリスの脱艦者であるとの疑いをかけて水夫らを強制徴募した。イギリスの工作員から軍用品と援助を与えられたインディアンの部族により、アメリカ中西部（オハイオからウィスコンシン）へのアメリカ領土拡大は阻まれた。実際イギリスの目標は、アメリカの領土拡大を阻止するためにインディアンの独立国を造ることであった。
外交と排斥運動が失敗に終わると、国家の名誉と独立の問題が表面化した。ブランズは「他の戦争タカ派は、このイギリスとの戦いを第二次独立戦争だと発言した。最初の独立戦争での傷跡がまだ残るアンドリュー・ジャクソンは特別な確信をもってその見解を抱いていた。近づいてくる紛争はアメリカの権利侵害に関わるものだったが、それはまたアメリカというアイデンティティの証明にもなった」と述べている。
1812年6月にはついにジェームズ・マディソン大統領が開戦を求め、北東部の実業家たちの抵抗に打ち勝った。このアメリカの戦略は、イギリスの海運業（特に西インド諸島にあるイギリスの砂糖農園への食料品の輸送を断つこと）に対して、開戦を求めるものであった。後にカナダとなる北部の植民地の征服は、アメリカ側の取引上の立場を有利にすることを意図した戦術であった。対するイギリスの主たる目標はナポレオン戦争でフランスを倒すことにあったため、1814年にそのようになるまでは、アメリカとの戦争では主として防御的であった。テカムセに率いられたアメリカ先住民との同盟を結ぶため、イギリスはアメリカ合衆国が領有権を主張していた領土内にインディアン独立国を創設することを約束した。イギリス軍と英領北アメリカ（現カナダ、オンタリオ州）軍はアメリカ軍よる侵攻を幾度も撃退した、これは米軍の準備が不十分で引率力も乏しく、民兵部隊もその司令官が連邦政府の管理下に置かれることを拒んだことで活用できずに弱体化したためである。にもかかわらず、アメリカ軍は1813年にエリー湖を支配下におさめ、北西部と南部でイギリスと同盟を組んだアメリカ先住民の勢力を滅ぼした。1814年におけるチェサピーク湾へのイギリス軍侵攻は「ワシントン焼き討ち」にまで至るも、それに続くボルティモアへの攻撃は撃退された。イギリス軍は1814年にニューヨーク州に侵攻したが、プラッツバーグの戦いで敗れ、ルイジアナ侵攻では、アンドリュー・ジャクソン将軍に停戦を求める知らせが届く前に、1815年のニューオーリンズの戦いで決定的に敗北した。終戦交渉は1814年に始まり「戦争前の原状(status quo ante bellum)」を回復するガン条約が締結された。双方とも領土獲得はなく、アメリカ先住民の独立国家を創設するというイギリスの計画は断念された。イギリスは名目上、（海軍の）強制徴募の権利を保ったが、実質的には水夫の強制徴募を停止し、アメリカもこれを最後にこの問題を取り下げた。アメリカは「第二次独立戦争」に勝利した結果を祝った。イギリスは最終的にワーテルローの戦いでナポレオンを倒した勝利の喜びを祝い、アメリカとの戦争のことの多くは忘れてしまった。アメリカとカナダの間の緊張状態は外交を通して解決された。1812年の米英戦争は、長きにわたる紛争期間（1775年-1815年）の終わりを示すものとなり、両国間を新たな平和の時代へと導いた。

### 1815年-1860年の諸紛争

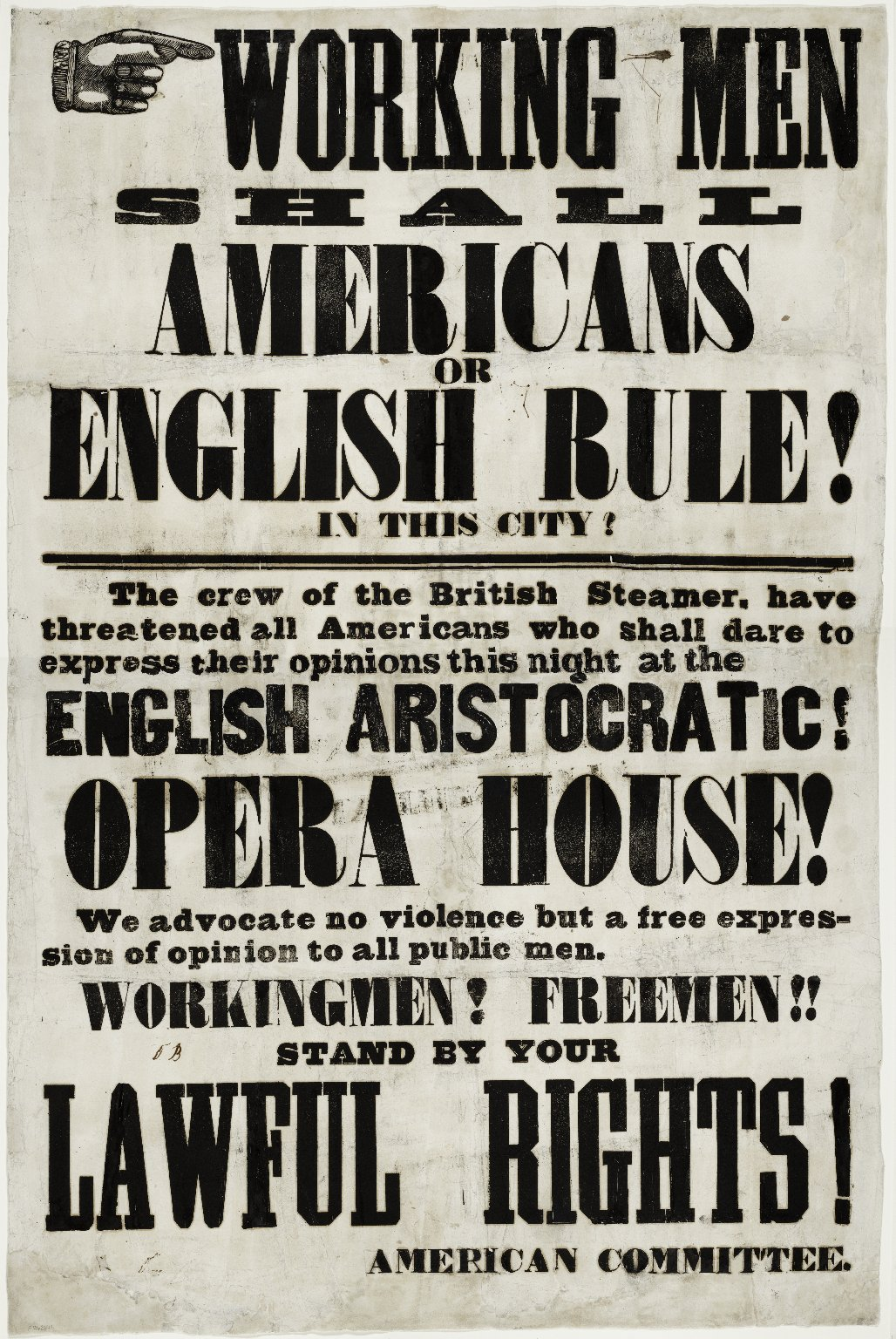
ニューヨーク市で配られた強硬な反イギリス表現のチラシで、後のアスター・プレイス暴動 (1849)焚き付けに加担した。

イギリスの共同宣言提案への一方的対応である1823年のモンロー教書は、西半球（南北アメリカ大陸）におけるヨーロッパのさらなる侵略に対するアメリカの敵意を表明したものだった。それにもかかわらず、アメリカ合衆国は今後の展望がイギリスの政策と共通していたことやイギリス海軍がそれを実施したことから恩恵を受けた。1840年代には、いくつかの州がイギリスの投資家が所有する債券に関して債務不履行に陥った。その後、ロンドンの銀行家は国債を回避したが、アメリカの鉄道債に多額の投資を行なった。
幾つかの事案で、アメリカの将軍ウィンフィールド・スコットは感情を抑えて許容できる妥協点に到達することにより、聡明な外交官であることを証明した。スコットは1837年にキャロライン事件への対処に当たった。英領北アメリカ（現:オンタリオ州）から来た反政府勢力はニューヨークに逃げ、反乱が鎮圧された後にキャロライン号と呼ばれる小さなアメリカの船を使ってカナダに物資を密輸した。1837年後半、カナダ民兵が越境してアメリカに侵入して船を燃やしたことで、外交的抗議、イギリス恐怖症の再燃、その他の事件を引き起こした。

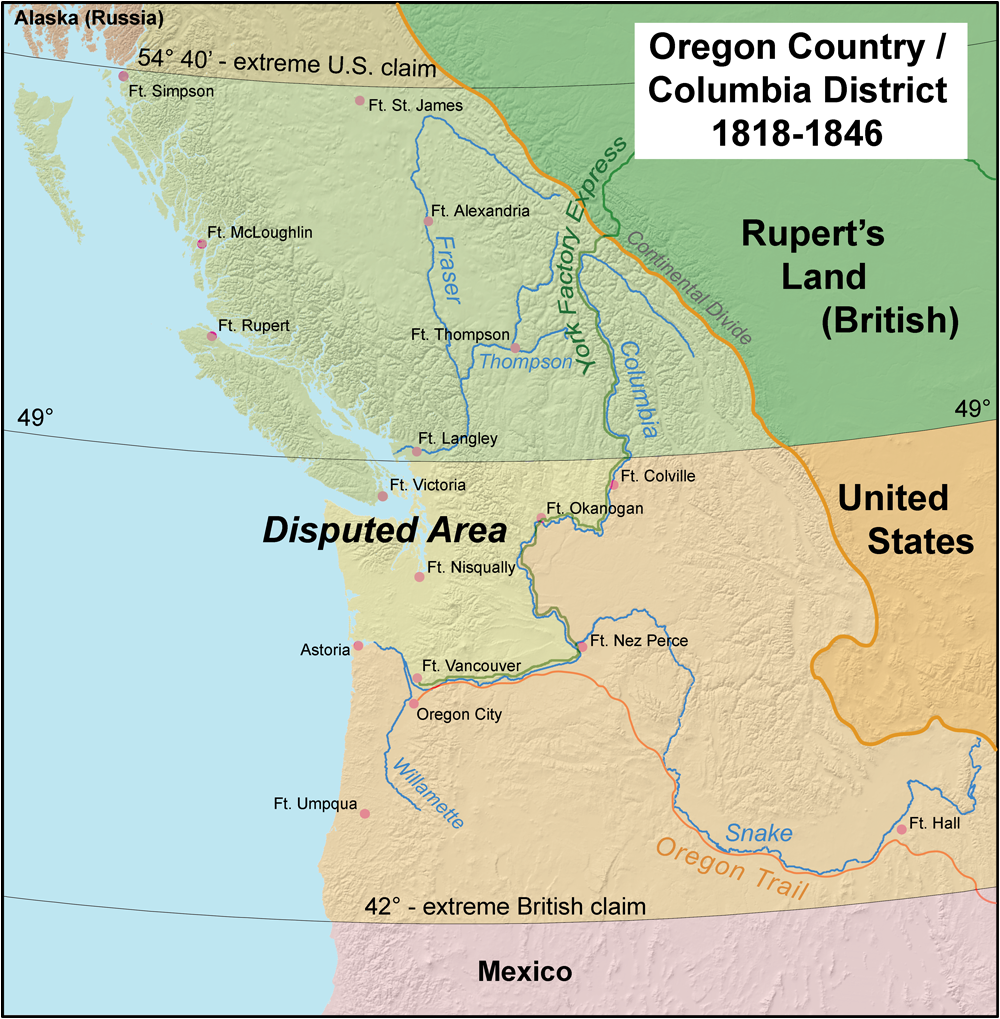
オレゴン・カントリー（アメリカ側の名称）とコロンビア地区（イギリス側の名称）の境界は北緯42度から北緯54度40分にまで至った。最も激しく対立した部分は強調表示してある。

曖昧なメイン州とニューブランズウィック州の境界線を巡る緊張状態は、1839年の無血のアルーストック戦争で、互いに対立する林野業（木こり）集団を巻き込んだ。銃撃戦は無かったが双方とも国家の名誉を守り、まだまだ多くの森林地を得ようとした。それぞれの側には、明らかに相手側の方に訴訟で有力な言い分があることを示す、古い秘密の地図があったため、1842年のウェブスター＝アッシュバートン条約で容易に妥協に達し、メイン州とミネソタ州の国境問題が解決した。1859年に無血のブタ戦争が、サンフアン諸島とガルフ諸島に関する国境の位置を決定した。
1844年から46年までのオレゴン境界紛争のように、アメリカ政権が民主主義の暴徒に迎合していると分かったことで、イギリスの指導者らは1840年代から1860年代にかけて常に悩みを抱えていた。しかし、イギリスの中流階級の世論は、言語、移民、福音主義のプロテスタント、自由主義の伝統、広範な貿易を根拠に、両国民の間に「特別な関係」を感じていた。この有権者たちが戦争を拒否し、アメリカ側への譲歩をロンドン政府に強制した。1861年後半におきたトレント号事件の間、ロンドン政府は一線を引いてワシントン政府は撤退した。
1844年から1848年までの間に両国はオレゴンに重複する領有権を主張した。領域は多くが境界未定だったこともあり、その地域を（それぞれ、ブリティッシュコロンビアをグレートブリテン王国に、ワシントン、アイダホ、オレゴンをアメリカに）均等に分割する妥協によって、1848年の危機を容易に終わらせた。アメリカ合衆国は当時、テキサス併合を巡る戦争の脅威となっていたメキシコに注意を向けた。イギリスはメキシコの緊張を和らげようとしたがうまくいかず、戦争が始まると中立に留まった。アメリカ合衆国は、イギリスがほんの一時だけ関心を示していた、カリフォルニアを獲得した。

### ニカラグア運河
イギリスは南西部へのアメリカ領土拡大を阻止するためにメキシコの安定を望んだが、治安の不安定なメキシコはテキサスを攻撃し、その敗北に対する報復の機会を窺っていた。 その結果は大規模なアメリカ拡大となった。 1848年におけるカリフォルニアでの金発見は金発掘地までの交通路の強い需要をもたらし、その主要ルートは南米全土を巡る非常に長く時間のかかる航海を避けるパナマ横断であった。パナマの危険な治安環境にもかかわらず60万人を運ぶ鉄道が建設された。ニカラグアの運河は遥かに健全で魅力的な可能性を秘めており、アメリカビジネスマンはニカラグアとアメリカとの条約と一緒に必要な許可を得た。しかし、イギリスはアメリカの運河を阻止することを決定し、大西洋側の重要拠点となるモスキート海岸を制してこれを遮断した（マタガルパ#歴史を参照）。アメリカ政権を担っていたホイッグ党は、主戦派の民主党員とは違って実務的な平和的解決策を模索した。党員はジブラルタルのチョークポイントを独占しているイギリスと戦った体験から、それがイギリスとの際限なき紛争、戦争、軍備、海軍の浪費になるという教訓を得ていた。運河は軍備化されるものではなく、世界のあらゆる交通に対して開放的で中立であるべきだとアメリカ合衆国は断じた。現地では緊張が高まり、小規模な物理的衝突も起こった。そこで米英両政府は外交的解決策を見つけた。1850年のクレイトン＝ブルワー条約は、アメリカとイギリス双方に平等な運河権利を保証するものだった。いずれの国も中央アメリカを植民地化しないことで合意した。しかしながら、見解不一致が生じて、ニカラグア運河は着工にも至らなかった。1857年から1859年までに、ロンドン政府はアメリカの領土拡大への反対を撤回した。
1869年の大陸横断鉄道開通により、カリフォルニアへの行路は迅速、安価、安全になった。アメリカ側は運河への興味を失い、長距離鉄道の建設に着目するようになった。一方、イギリスはエジプトにスエズ運河を建設することに興味を向けた。ロンドン政府はニカラグアの運河建設でアメリカに対する拒否権を保持した。1890年代、フランスはパナマを通る運河を建設するために甚大な労力を注いだが、管理不備、深刻な腐敗、そして特に病気が命に関わる環境のため自滅した。1890年代後半までに、イギリスはアメリカとの関係を大きく改善する必要性を認識し、ニカラグアかパナマのいずれかでアメリカが運河を建設しても構わないことに同意した。そこでの選択肢はパナマだった。1901年のヘイ＝ポーンスフット条約がクレイトン＝ブルワー条約に取って代わり、米国が定めたパナマ運河の中立ルールを採用、同運河は1914年に開通した。

### 南北戦争
南北戦争におけるアメリカ連合国（南軍）の主な目標はイギリスとフランスからの承認を得ることで、それがアメリカ合衆国（北軍）との戦争で自分達を有利に導いて南軍が独立を勝ち取れると期待されていた。機敏な北軍の外交が功を奏して、どの国も南軍を認めず、イギリスとの戦争は回避された。にもかかわらず、南側が勝つのを手助けすることでアメリカを弱体化させることを支持するイギリス感情もかなり大きかった。この戦争初期に、イギリスは中立宣言を発布した。重要な綿花供給を保護するためにイギリスが間違いなく参戦する、と南軍は思い込んでいた。この「キングコットン」議論は、南軍側が戦争に行くにあたり一番自信のある理由の1つだったが、南軍の人達はヨーロッパ人と全く協議をしておらず外交官の派遣が遅かった。 1861年4月の戦闘が始まる前でさえ（政府権限なしに行動する）南軍の市民は綿花外交を行使しようと綿の出荷を停止した。イギリスには綿花を山ほど備蓄した倉庫があり、その価値は急上昇したものの 1862年まで不足が深刻になることはなく、その外交は失敗した。
1861年後半のトレント号事件は戦争直前状態を引き起こした。アメリカ海軍（北軍）の軍艦がイギリスの民間船RMSトレント号を止めて、2人の南軍外交官ジェームズ・マレー・メイソンとジョン・スライデルを連行したのである。イギリスは戦争の準備をして、即時解放を要求した。エイブラハム・リンカーン大統領が外交官たちを釈放し、この案件は平穏に終結した。
イギリスは、南軍独立に関するいかなる承認もアメリカ合衆国（北軍）に対する戦争行為として扱われることを理解した。イギリス経済は合衆国との貿易に大きく依存しており、最も顕著なものが戦時中にアメリカ側によって停止される安価な穀物の輸入だった。 実際のところ、アメリカ側はイギリス商船の艦隊全てに全面的な海戦を仕掛けるつもりだったとされている。
アメリカ北軍側の激怒と激しい抗議にもかかわらず、ロンドン政府はイギリスが建造したCSSアラバマ号が港を離れて、南軍の海軍旗の下で商業を営むことを許可した。南北戦争は1865年に終結した。1871年の調停案が問題を解決し、発生した損害に対して1550万ドルを金で支払うこととなった
1863年1月、リンカーンは奴隷解放宣言を公布し、これはイギリスの自由主義な側面から強く支持された。イギリス政府は、奴隷の解放が人種間戦争を引き起こすだろうから人道的理由での介入が求められるであろうと予測していた。人種間戦争は起こらず、主要な港や河川の喪失といった南軍の能力低下がその成功可能性をますます小さくしていた。

### 19世紀後半

#### カナダ
南北戦争におけるイギリスとカナダの役割にアメリカ側が憤慨したため、1860年代の両国関係は冷えきっていた。戦後、アイルランド系カトリックの「フェニアン」が計略してカナダへの侵略を試み、アイルランド独立に対する圧力をかけたことに、アメリカ当局は別の見方をしていた。フェニアン運動はそれ自体の機能不全から崩壊した。アイルランド系アメリカ人の政治家、民主党 (アメリカ合衆国)にて育ちつつある権力がアイルランドのために更なる独立を要求し、「ライオンの尻尾をねじる(twist the lion's tail)」と表現される反イギリスの修辞句を作って、アイルランド投票を訴える選挙運動の定番となった。
1872年のアラバマ号損害請求の調停は満足のいく和解となり、 イギリスは南軍から購入した軍艦が引き起こした経済的損害に対して1550万ドルをアメリカ合衆国に支払った。カナダが絶対防衛できていなかったため、イギリスは自らの損失を切ることで、アメリカとの紛争リスクを無くすことを決断した。第一次ウィリアム・グラッドストン内閣は北米における歴史的な軍事的・政治的責務から完全に手を引いた。軍隊を拠点に退かせて（大西洋の海軍基地としてハリファックスを保持）、地元住民に責務を委ねた。 1867年、離れ離れだったカナダ植民地を「カナダ自治領」と呼ばれる自治連盟に統合した。

#### 自由貿易
イギリスは、主な競合国であるアメリカやドイツが（カナダがしたように）高い関税に変更した時でも、自由貿易政策を堅持していた。 アメリカの重工業はイギリスよりも速く成長し、1890年代にはイギリス製の機械やその他製品が世界市場から押し出されていた。ロンドンはしかしながら、その投資の多くがアメリカの鉄道に向けられていたとはいえ、世界の金融中心地であり続けた。アメリカ側は国際海運と保険の面でイギリスにだいぶ遅れをとっていた。
イギリス国内市場へのアメリカ経済の「侵略」には対処が求められた。関税は、盛んに検討が行われたものの、1930年代までは課されなかった。そのため、イギリスの事業者はその市場を失ったり或いは再考して業務を近代化せざるを得なくなった。製靴産業はアメリカ製履物の輸入増加に直面し、アメリカ人が製靴機械の市場を引き継いだ。イギリスの企業はこの競争で肩を並べる必要があることを理解し、仕事の伝統的なやり方、労働力の活用、労使関係を再検討し、流行の需要という観点から靴を販売する方法を再考することとなった。

### ベネズエラおよびアラスカでの国境紛争

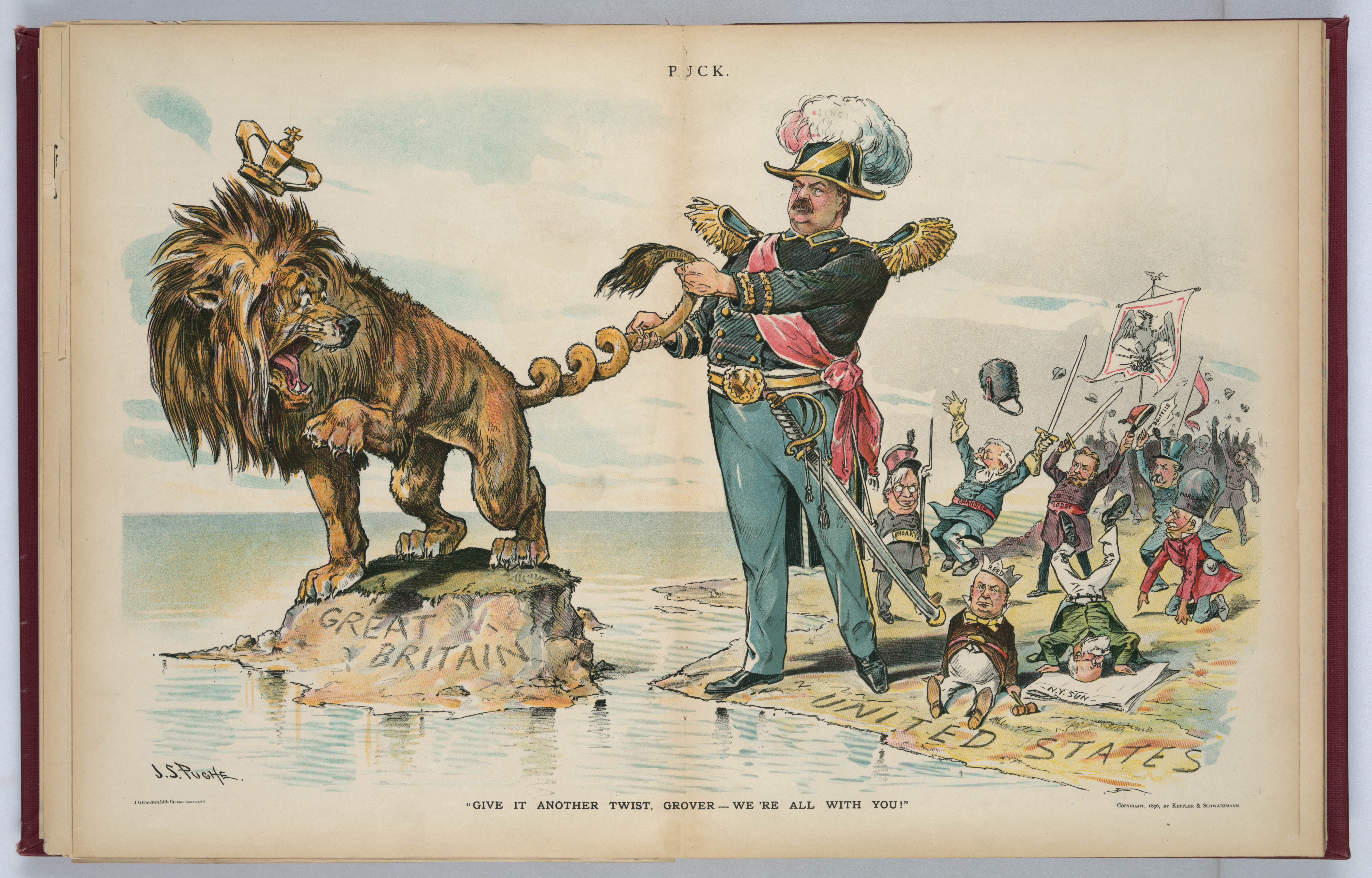
グロバー・クリーブランド大統領がベネズエラに関してイギリスというライオンの尻尾をねじっているところ。この反イギリス政策はアメリカ在住のアイルランド系カトリック教徒に歓迎された。(J・S・パグによる風刺画、1895年）

1895年に、アメリカ合衆国を絡めたベネズエラ危機が勃発した。 英領ギアナとベネズエラ間の国境紛争は、アメリカがベネズエラ側に加担して介入した際に大きな英米危機を引き起こした。イギリスがベネズエラの領土を侵害しているという、ベネズエラによる後ろ盾のあるプロパガンダがアメリカ世論を納得させた。アメリカが説明を求めるも、英首相のソールズベリーはこれを拒否した。1895年後半に グローバー・クリーブランド大統領がモンロー教書を引用して最後通牒を発した時、この危機が一気に高まった。ソールズベリー内閣は首相自ら仲裁に出向く必要があると本人を説得した。双方が冷静になるとこの問題は仲裁によって迅速に解決され、アメリカは問題の法的境界線についてイギリスの立場を概ね支持した。ソールズベリーの怒りは収まらなかったが、ランズダウン侯爵の主導もあり、ロンドン政府ではアメリカとのより友好的な関係を模索するとのコンセンサスに達した。イギリスの侵略に反対してラテンアメリカ諸国側に立つことで、アメリカ合衆国はラテンアメリカ諸国との関係を改善し、誠意ある手続きの順番はイギリスとの外交関係を改善した。
1897年のオルニー=ポンスフォート条約は、1897年にアメリカとイギリスの間で提案された条約であり、主要な紛争の調停を求めたものだった。広い一般支持および上流階級の支持があったにもかかわらず、この条約はアメリカ上院議会によって拒否され、その特権を恨まれるも上院は決して批准しなかった。
アラスカとカナダの境界をめぐる紛争を解決するために調停が行使されたが、カナダ人はその結果に裏切られたと感じた。1867年のアラスカ購入は曖昧な形でカナダとアラスカの境界を引いた。1898年には、ユーコン準州でのゴールドラッシュで鉱山労働者はアラスカから入らなければならず、カナダは独自の海港を獲得すべく境界線の引き直しを要望した。アメリカにある港の長期リースというアメリカの提案をカナダが拒否したことで、この問題は調停行きとなり、1903年にアラスカ境界紛争は調停によって最終解決された。調停委員会でイギリスの判事がカナダの判事2人に対してアメリカの判事3人側に回った時、この決着がアメリカに有利なものとなった。カナダの世論は、自分達の利益がロンドン政府によって米英協調という利益の犠牲にされたことに激怒した。

### 大接近期

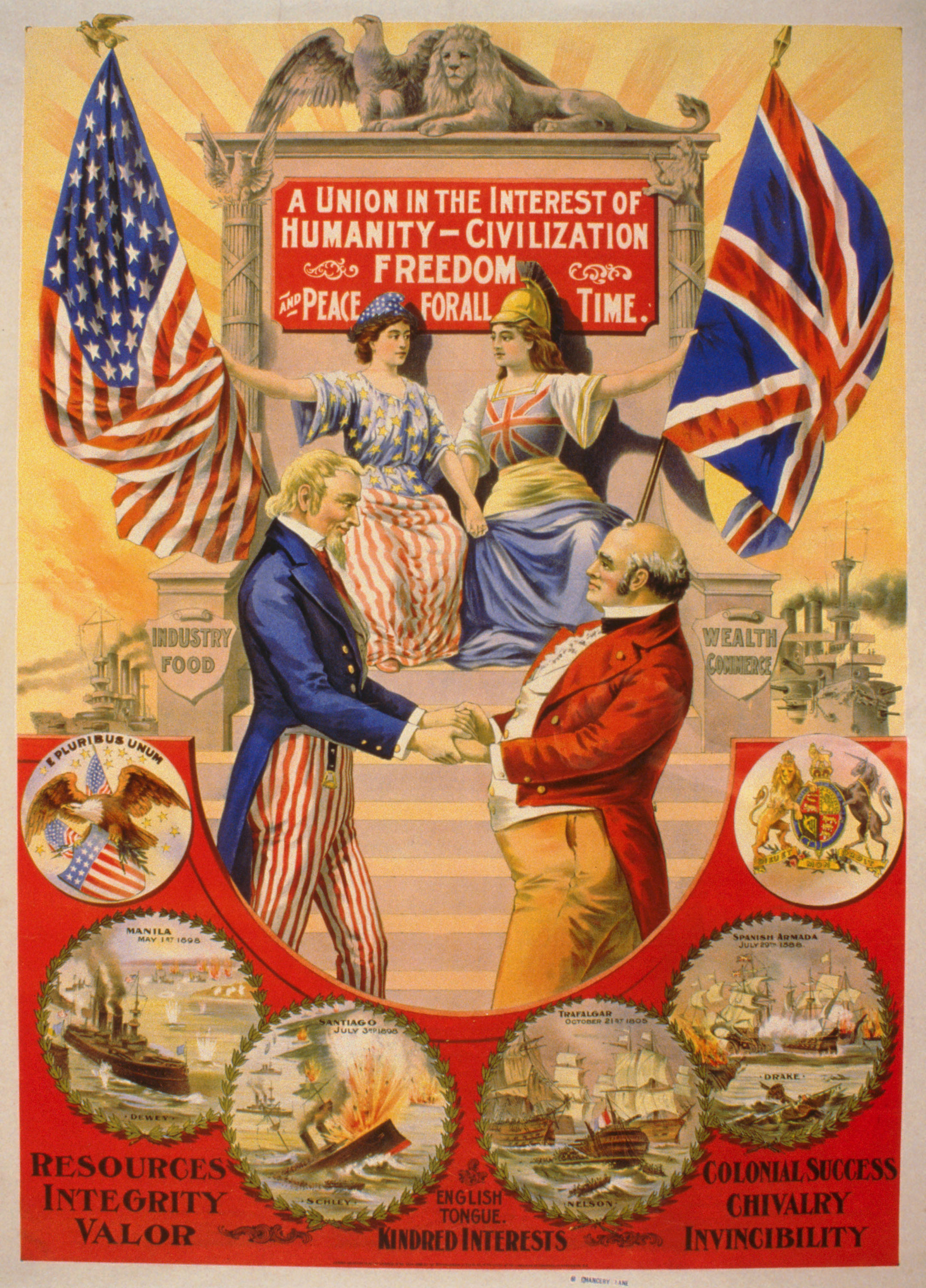
この大接近を描いた絵画（1898年）では、アンクル・サムがジョン・ブルと手を取り合い、コロンビアとブリタニアは一緒に座って手をつないでいる（この4名はいずれも国の擬人化）。

大接近の和解 (The Great Rapprochement) とは、英米間において社会的・政治的な目標が合致した、1895年から第一次世界大戦が1914年に始まるまでの時期を指す。アメリカ国内の大規模なア-イルランド系カトリック教徒はアイルランド独立に向けた要求の主要基盤を提供し、特に選挙時には反イギリスの修辞表現を持ち込んだ。
大接近期間における最も顕著な関係改善の兆候は、米西戦争（1898年勃発）時におけるイギリスの行動だった。 当初イギリスはスペイン帝国およびキューバ全域の帝国植民地支配を支持していた、というのもアメリカの占領という脅威を認識していてアメリカによるキューバ領土獲得が西インド諸島にある大英帝国所有域内での貿易や商業によるイギリスの利益が損なわれる恐れがあると認識していたためである。しかしながら、アメリカがキューバの独立を認めるという純粋な保証（最終的にはプラット修正で定められた条件の下で1902年に実施）を行った後、イギリスはこの政策を放棄し、スペインを支持した他のほとんどのヨーロッパの大国とは異なり、最終的にはアメリカ側に就いた。その見返りとして、アメリカ政府はボーア戦争中にイギリスを支持したが、アメリカ人の多くはボーア側支持だったとされている。
米西戦争での勝利はアメリカに独自の帝国体制を与えることとなった。この新たな地位は、アメリカとイギリスが八カ国連合軍の一部として1900年から1901年に義和団の乱を鎮圧し、中国の清朝に租界（植民地）を続けさせた時に実証された。
先の内戦失脚でヨーロッパ市民が被った対外債務と損害賠償の支払いをシプリアーノ・カストロ大統領が拒否したことをめぐり、ベネズエラに対する数ヶ月の海上封鎖(1902年から1903年)がイギリス、ドイツ、イタリアによって実施された。カストロは、アメリカのモンロー主義がヨーロッパの軍事介入を阻止してくれるだろうと見込んでいたが、当時の米大統領セオドア・ルーズベルトはこのモンロー教書を介入自体ではなくヨーロッパの領土押収に関するものと見なしていた。
ルーズベルトはまた、ドイツとイギリスによるこの地域への侵入の脅威について懸念していた。アメリカの圧力下でカストロを引き下ろすことに失敗し、この事件を巡るイギリスとアメリカの報道に否定的な反応がますます高まったので、ルーズベルト大統領は封鎖国に妥協に同意するよう説得したが、ワシントン議定書の債務借り換えの詳細をめぐる交渉中で、封鎖を維持した。この事件は、ルーズベルト・コロラリーおよびその後のアメリカの棍棒外交やラテンアメリカにおけるドル外交の大きな推進力となった。
1907年から1909年、セオドア・ルーズベルト大統領は「グレート・ホワイト・フリート」を国際巡回させて、アメリカ外洋海軍の突出した力を誇示し、規模と火力でイギリス海軍に次ぐ2番目になった。

### 第一次世界大戦

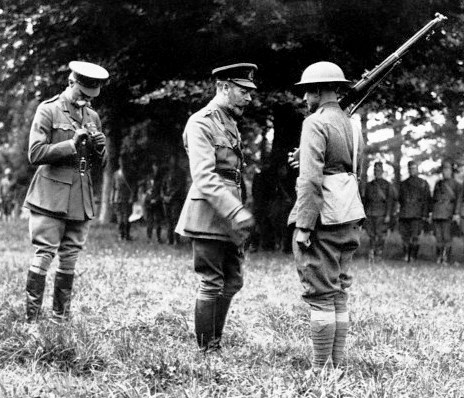
イギリス国王ジョージ5世から勲章を授与されるアメリカ人歩兵。

アメリカは厳格な中立政策を取っており、どの製品をどの国へ輸出することも厭わなかった。ドイツ帝国はイギリスのドイツ封鎖により何も輸入できなかったため、アメリカの貿易は連合国とのものに限られた。資金はアメリカ国債とイギリスが保有する株の売却で賄われた。それらが尽きると、イギリスはニューヨークの諸銀行から多額の借り入れをし、1916年末に信用が底をつく頃には財政危機に直面していた。
アメリカの世論は、特に1914年のベルギー人への残虐行為と1915年のルシタニア号沈没をきっかけに、ドイツ敵対へと着実に動いた。ドイツ系アメリカ人やアイルランド系カトリック教徒の大多数は不参戦を求めたが、前者は次第に疎まれていった。ドイツは対米戦につながることを知りながら、1917年には無制限潜水艦作戦を再開した。ツィンメルマン電報にてドイツがメキシコへ対米参戦を促したことが戦争回避の最後の望みとなり、アメリカは1917年4月に宣戦布告した。4月と5月のバルフォア・ミッションは英米間の協力を促進しようとしたものだった。アメリカは資金や食糧、軍需品を送る計画だったが、西部戦線での戦局を決定づけるには何百万人もの兵士が必要であることがすぐに明らかになった。
アメリカはジョン・パーシング少将が指揮する200万人を派兵し、戦争が終わる頃にはさらに多くの兵士を派遣した。連合軍の多くは、訓練や経験が著しく不足していた1917年当時のアメリカ外征軍の能力に懐疑的であった。1918年の夏までには、ドイツ帝国軍が人手不足で縮小していく中、アメリカのアメリカの歩兵(Doughboy)は毎日1万人が到着していた。
最初の首脳会談は、ウッドロウ・ウィルソン大統領とデビッド・ロイド・ジョージ首相との間で、1918年後半にロンドンで開催された。ウィルソンがロイドジョージを策士だとして信用しなかったため成果は乏しく、ロイドジョージは米大統領が過剰に道徳的だと不平を漏らした。この2人は1919年のパリ講和会議で四巨頭の一員として協調した。彼らは、ドイツを恒久的に弱体化させるべきとするフランス首相ジョルジュ・クレマンソーの要求を和らげた。 ロイドジョージは後に、彼ら（米仏首脳）の間に座っているのは「イエス・キリストとナポレオンの間に座らされる」ようなものだと冗談交じりに語った。

### 戦間期
1921年までのイギリス外交の基本原則は「緊密な対米関係を培うこと」であった。結果としてイギリスは、太平洋においてアメリカの主要なライバルとなりつつあった日本との日英同盟を更新しないことに決めた。
アメリカは1922年にワシントン会議を主催し、10年間の建艦競争に終止符を打ち成功を収めた。英米両国が戦艦のトン数制限の平等に合意した際、第一次世界大戦はその会議におけるワシントン海軍軍縮条約で認められたイギリス海軍の優位性の終焉を告げた。1932年までには軍縮条約は更新されず、英米日の3ヵ国は競い合うように海軍増強を再開した。
1920年代の英米関係は概して良好なものであった。1923年にイギリス政府は、10年間で3400万ポンド、引き続いて52年間で4000万ポンドの定期的返済を約束することで、アメリカ財務省に対する9億7800万ポンドの戦債について再交渉した。この考えはアメリカがドイツに貸与し、ドイツがイギリスに賠償金を払い、イギリスはアメリカ政府からの借り入れを返済するというものであった。1931年にドイツの支払いは全て完了し、翌年にイギリスはアメリカへの支払いを停止した。負債は1945年以降に返済された。
アメリカは国際連盟への加盟を断ったが、これがイギリスの政策に影響することはほぼ無かった。アメリカは、イギリスが満足するように連盟の機能的組織には参加したが、公式にアメリカと連盟を結びつけることは慎重を要する問題であった。このようにして、1922年のワシントン会議をはじめとする主要な会議は連盟の後援外にて開かれた。アメリカは連盟委員会への公式代表団派遣を拒否し、代わりに非公式のオブザーバーを派遣した。
1929年末に始まった世界恐慌の間、アメリカは内政と経済回復に専念して孤立主義政策を展開した。1930年にスムート・ホーリー関税法にて関税を引き上げた際、イギリスはその帝国内で特別な貿易恩恵を与えながらアメリカのような諸外国に対する関税を上げることで報復した。アメリカは巨額の融資と引き換えにそういった措置を1946年までに止めるよう要求した。
世界全体の貿易総額が3分の2以上減少した一方、英米間の貿易は1929年の8億4800万ドルから1932年には2億8800万ドルまでと、ほぼ3分の2（66％）減少した。
不況を解決するため、1933年にイギリスが世界的なロンドン経済会議を招集した際は、フランクリン・ルーズベルトはその協力を拒んだ。
1922年のアイルランド自由国独立に伴い、北アイルランドをめぐる緊張は和らいでいった。アイルランド系アメリカ人は自らの目的を達成し、代表のジョセフ・P・ケネディは聖ジェームズ宮廷の大使となった。彼はロンドンの上流社会に移り、その娘は貴族と結婚した。彼はまた、ネヴィル・チェンバレンのナチス・ドイツに対する宥和政策も支持し、第二次世界大戦の開戦時にはイギリス存続の見通しは暗いとアメリカへ忠告した。ウィンストン・チャーチルが1940年に政権を手にすると、ケネディは英米両国における全影響力を失った。

### 第二次世界大戦
多くのアメリカ国民はドイツと交戦するイギリスに同情的だったが、ヨーロッパ内の問題におけるアメリカの介入には反対する声が多かった。これはアメリカ議会によって1935年、1936年、1937年にそれぞれ成立した一連の中立法の批准により法制化された。しかし、ルーズベルトのキャッシュ・アンド・キャリー (政策)政策のため、未だ英仏はアメリカへ軍需品を発注して自国に持ち帰ることができた。

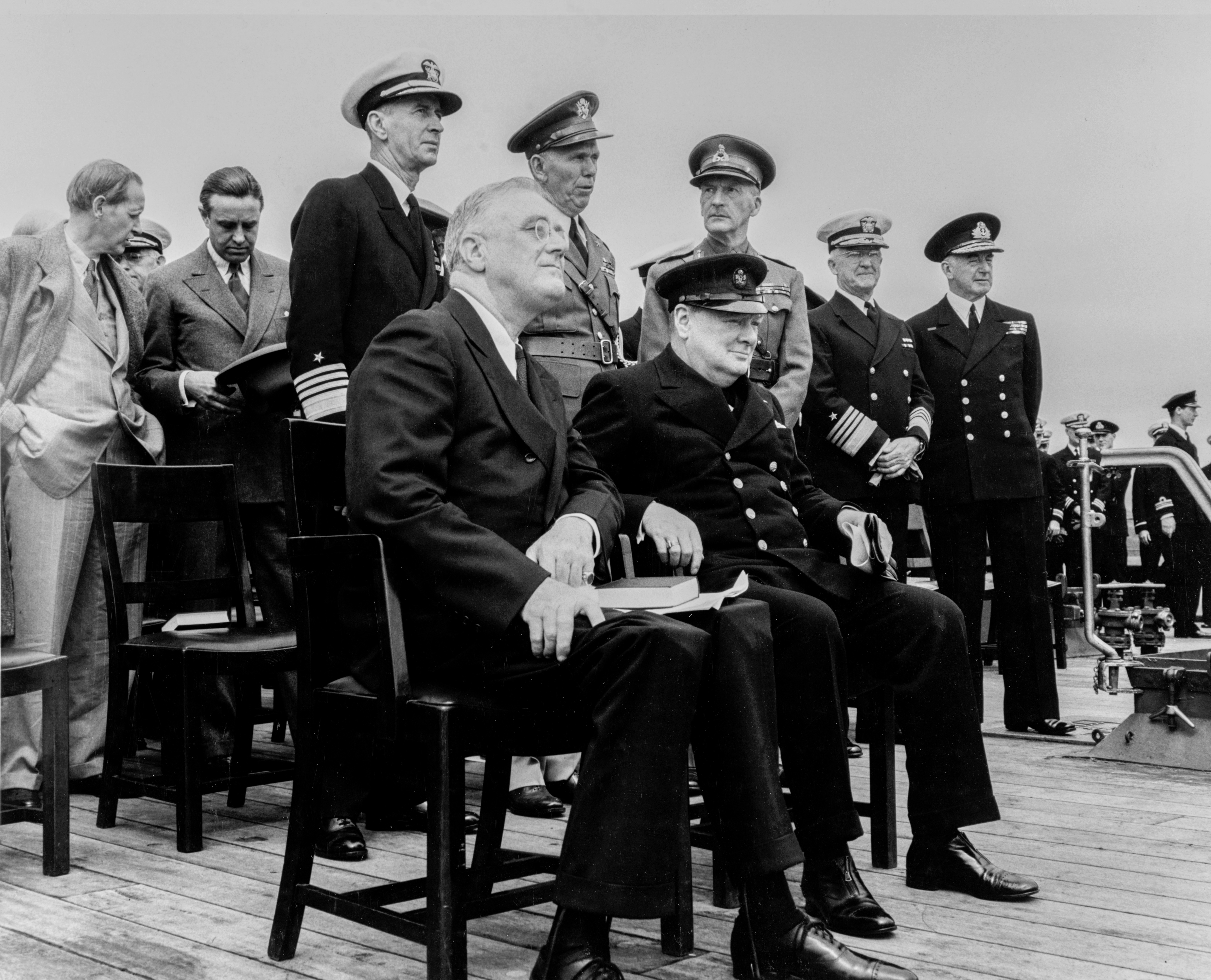
1941年8月、ルーズベルトとチャーチルは大西洋憲章を起草した。

長らくナチスへ警告し再軍備を要求してきたチャーチルは、チェンバレンの宥和政策が完全に崩壊し、1940年4月のドイツ国防軍によるノルウェー侵攻を覆せなかった後に首相となった。6月のナチス・ドイツのフランス侵攻後、ルーズベルトはイギリスと（1941年6月以降）ソビエト連邦に、戦争を回避するための全ての援助を与えた。1940年9月に調印された駆逐艦・基地協定では、イギリス海軍がアメリカ海軍から50隻の古い駆逐艦を受け取る代わりに、アメリカにイギリス帝国全土の多数の陸・空軍基地を99年間賃貸料なしで貸与することになった。1941年3月からは、戦車、戦闘機、軍需品、弾薬、食糧、医薬品などの形態でアメリカがレンドリース法を制定した。連合国に送られた総額501億ドルのうち、イギリスは314億ドルを受け取った。
同年12月には、重要なアルカディア会談がワシントンで開催され、両首脳は大戦の戦略について合意した。彼らは戦略や作戦を立案・調整する連合参謀本部を設立し、その後の軍事協力も緊密であり成功した。
また、近接信管・レーダー・航空用エンジン・ナチスの暗号や原子爆弾などに関する機密や兵器を両国が共有したことで、技術協力はさらに緊密になった。
戦時中は何百万人ものアメリカ兵がイギリスに駐留していた。アメリカ兵の給与は、同等のイギリス兵の5倍であったため、イギリス人男性との間にはある種の摩擦が生じ、イギリス人女性との間には結婚が成立した。
1945年、11月以降のアメリカによるダウンフォール作戦を支援するためにイギリスは艦隊の一部を派遣したが、8月の日本の降伏時にそれは取り消された。

#### インド
アメリカがインドの独立を要求したことで両国には深刻な緊張が生じ、チャーチルはその要求を激しく拒否した。ルーズベルトは何年もの間、イギリスのインド撤退を促していた。アメリカの立場は、植民地主義に対する原則的な反対、戦争の結果に対する現実的懸念、そして植民地時代後における自国の大きな役割への期待に基づいていた。しかし、1942年にインド国民会議がクイット・インディア運動を立ち上げた際のイギリス当局は、マハトマ・ガンディーを含む数万人もの参加者らを逮捕した。一方、インドはアメリカによる対中援助の主要拠点となっていた。ルーズベルトが強引に押し進めばチャーチルは辞任すると脅したため、ルーズベルトは引き下がった。

### 冷戦期
戦争の余波の中でイギリスが金融危機に直面していた一方、アメリカは好景気の只中にあった。脱植民地化の過程はパキスタンを含むイギリス領インド帝国やイギリス領セイロン（現在のスリランカ）の独立を加速させた。労働党政権はバルカン半島における共産主義勢力の脅威に警鐘を鳴らし、イギリス勢力が撤退したギリシャとトルコに財政的・軍事的支援をする1947年のトルーマン・ドクトリンへとつながった、ギリシャにおけるイギリスの役割を引き受けるようアメリカに依頼した。
アメリカは1950年から2%の低金利で50年間融資する英米借款協定にてイギリスへ財政援助することを1946年に決定した。より恒久的な打開策は、インフラストラクチャーとビジネス慣行を近代化するために西ヨーロッパへ130億ドル、イギリスへ33億ドルが投じられた1948年からのマーシャル・プランであった。これはイギリスが予算の均衡を図り、関税を管理して適切な通貨準備を維持するための贈与と条件を伴うものだった。
ソ連の脅威に対して統一戦線を形成する必要があったため、英米両国はヨーロッパの同盟国とともに北大西洋条約機構（NATO）の結成に協力せざるを得なくなった。NATOは、ひとつの加盟国への攻撃を全加盟国への攻撃とみなす相互防衛同盟である。
冷戦期間中、アメリカの外交政策は反植民地主義・反共主義を掲げていた。英米両軍は朝鮮戦争へ深く関与し、国際連合指揮の下に共産圏と交戦、1953年に戦線が膠着すると撤退した。1956年10月末に勃発した第二次中東戦争では、ソ連や他のワルシャワ条約機構加盟国がエジプト側に肩入れすると牽制した後にアメリカは戦争が拡大することを恐れた。こうしてヨーロッパ諸国から支援を受けたアメリカは、英仏によるエジプトへの侵攻を当初奨励し、最終的にはこれを終わらせるように持続的な経済的・財政的圧力を加えた。戦後のイギリスの債務は、経済制裁が通貨の切り下げを意味するほどのものであった。これはイギリス政府が何としても避けようとした事態であり、国際的制裁が深刻であることが明らかになると、英仏両軍は戦前の位置まで後退した。当時のアンソニー・イーデン英政権は間もなく退陣した。
1952年にドワイト・D・アイゼンハワーが選挙に勝利したことは、より緊密な協力の時期でなければ、良好な英米関係継続の保証を予感させるものであった。しかし、彼の任期中における両国の協調は悩ましいものであり、1956年に政権の完全な崩壊に近づいたことは1920年代以来の両国関係が最も冷え込んだことを表していた。1953〜61年のアイゼンハワーとチャーチルは、戦時中のパートナーシップの特徴であった親近感のレベルを取り戻した。
1958年に調印されたアメリカ・イギリス相互防衛協定を通じて、アメリカはイギリスの核兵器開発を支援した。1963年4月、 ジョン・F・ケネディとハロルド・マクミランはポラリス売却協定に署名し、アメリカによる弾道ミサイルUGM-27 ポラリスのイギリスへの提供と、1968年に始まるイギリス海軍の潜水艦艦隊による運用に合意した。
1960年代初頭にはアメリカはベトナム戦争へ徐々に介入するようになったが、この時はイギリスから援助を受けなかった。この戦争による反米主義や、第二次中東戦争をめぐる英仏への米軍支援の欠如がヨーロッパ人の感情に重くのしかかっていたのである。ハロルド・ウィルソンがインドシナ半島へのイギリス軍派遣を拒否したことで、反米感情はさらに増長した。
ウィルソンの後を継いだエドワード・ヒースは、リチャード・ニクソンとともに在任期間中を通じて密接な関係を維持した。ヒースはニクソンによる1972年4月のハノイ・ハイフォン空爆の実行決定を支持することでそれまでの首相たちから逸脱した。この個人的な好意にもかかわらず、両国関係は1970年代初頭に著しく悪化した。ヒースはその任期を通じて、歴史的・文化的類似性を認めながらも、それ以上の特別なことは注意深く否定し、英米関係に言及するために「特別な関係（special relationship）」の代わりに「自然な関係（natural relationship）」という表現を使うことを主張した。彼は、植民地時代後においてイギリスの軍事力と経済力が警戒されつつも、アメリカによる支配がますます特徴的になっていた両国関係を均衡状態に戻そうと決意した。
ヒースが欧州経済共同体（EEC）へのイギリス加盟を改めて要求したことで、英米間には新たな緊張関係がもたらされた。イギリスの加盟は共同体に対してアメリカの不当な影響を及ぼすと考えていた当時のフランス大統領シャルル・ド・ゴールは、それまでのイギリス側の企図を拒否していた。ヒースの最終的な提案は、次期フランス大統領となるジョルジュ・ポンピドゥーと彼自身のヨーロッパ中心主義的政策スケジュールのより穏健な見方から恩恵を受けた。ニクソン政権はこれを、アメリカとの密接な関係から脱却し大陸ヨーロッパを重視する中軸とみなした。イギリスが1973年にEECへの加盟を果たした後、ヒースはニクソンに、今後のイギリスはアメリカとヨーロッパ政策を協議する前に他のEEC加盟国と政策決定すると通知することでこの解釈を確認した。さらに、彼はフランスとの核協力を検討する潜在的意欲を示し、アメリカが世界中にあるイギリスの軍事および情報設備を利用する見返りにイギリスが得たものは何だったのかと疑問を呈した。これに対し、同年8月にニクソンとヘンリー・キッシンジャー国務長官は両国の情報収集網を一時中断した。この時キッシンジャーは、NATO合意を更新するための政策プラン「Year of Europe」を用いてヨーロッパにおけるアメリカの影響力を取り戻そうと企図した。首相自身を含むヒース政権の閣僚は、後にこの発表を嘲笑った。
同じ1973年に起きた第四次中東戦争の対応についても両国はすれ違った。イスラエルへの軍事支援をニクソン政権が強化した一方で、ヒース政権はイギリスの中立を維持し、10月には全交戦国に対し、センチュリオンの予備入手を阻むことでほとんどイスラエルを妨害した武器禁輸措置を実施した。両国の意見の相違は、10月25日の国連停戦合意の崩壊を受けたイギリス軍基地の駐留アメリカ軍の状態をデフコン3へ昇格させるというニクソンの一方的決定をめぐって激化した。ヒースはキプロスの基地からアメリカが情報収集や補給を受けることを禁止したため、アメリカの偵察機の行動範囲は大幅に制限された。キッシンジャーはこれに対抗して情報収集の第2の中断値を設定し、ニクソン政権の中にはポラリスミサイルのシステム更新支援を打ち切ろうと提案する者さえいた。この緊張関係は第2次停戦が発効すると緩和し、ウィルソンが1974年にヒースを破って政権復帰すると関係修復に乗り出した。
1977年7月23日、両国はバミューダ協定について再協議し、英米それぞれ2社ずつ、計4社のみの航空会社にロンドン・ヒースロー空港とアメリカの「玄関都市」を結ぶ定期便の運航を認めるバミューダII協定の締結に至った。これは2007年4月30日に署名し翌年3月30日に発効した欧米オープンスカイ協定に代わるまでのほぼ30年間続いた。

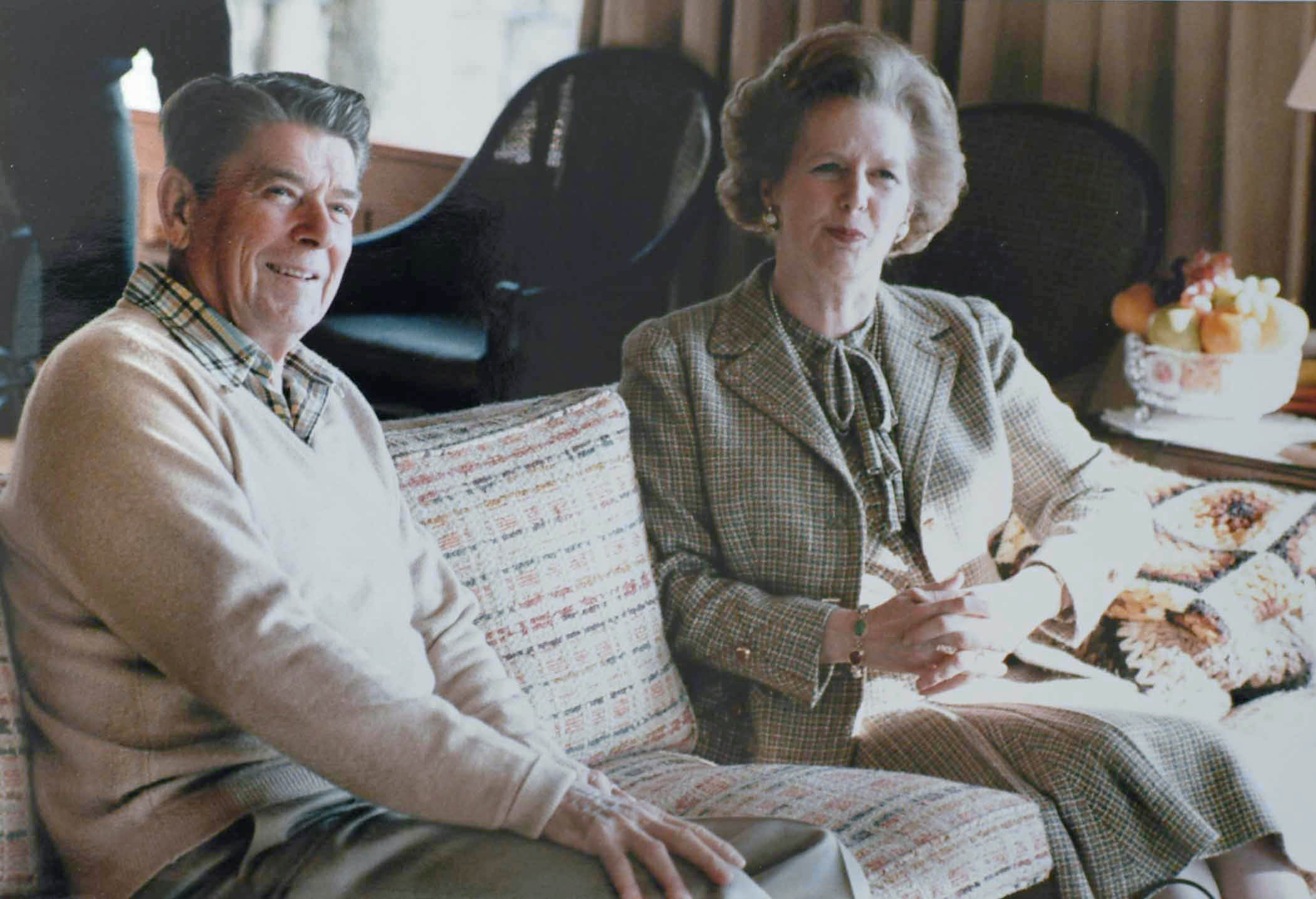
レーガンとその密接な支持者で親友のサッチャー。(1984年、キャンプ・デービットのアスペン・ロッジにて。)

1980年代を通してマーガレット・サッチャーは、ロナルド・レーガンのソ連に対する揺るぎない姿勢への強力な支持者であった。しばしば「政治的ソウルメイト」や「特別な関係」の頂点などと評され、両首脳はそれぞれの政治的キャリアを通じて何度も会談し、ソ連のミハイル・ゴルバチョフと対峙する際には歩調を合わせて対話した。
1982年、イギリス政府は弾道ミサイルのトライデントIIとその関連機器およびサポートシステムをイギリス海軍ヴァンガード級原子力潜水艦4隻のための売却に合意するようアメリカ側に要請した。旧型のポラリスミサイルからこの新型への転換は1990年代半ばに始められた。
同年に勃発したフォークランド紛争では、アメリカはイギリスとアルゼンチンの仲介を試みたが、最終的にはイギリス側の反撃を支持することとなった。当時のキャスパー・ワインバーガー国防長官は、兵站支援や装備をイギリス軍へ提供した。
1983年10月にはイギリス連邦王国の島国であるグレナダで起きたクーデターに対し、アメリカと東カリブ諸国機構がアージェント・フュリー作戦を実施した。
血塗られた共産主義クーデターによりグレナダは制圧され、近隣諸国がアメリカに軍事介入を要請した。ひどく憤慨したイギリス政府の保証にかかわらず、作戦は成功を収めた。
1986年4月15日、ヨーロッパで相次いだテロ事件の報復としてアメリカ海軍とアメリカ海兵隊と共に、アメリカ空軍はレイクンヒース空軍基地、フェアフォード空軍基地、上ヘイフォード空軍基地、マイルデンホール空軍基地からエルドラド・キャニオン作戦を発動した。ムアンマル・アル＝カッザーフィー主導の西ベルリンでの民間人や駐留米兵を標的とした国家支援型テロに反攻した、アメリカによるリビアのトリポリとベンガジへの空爆期間中、保守党内からの強い反発にもかかわらず、サッチャーはレーガンにイギリス空軍基地の使用許可を出した。
1988年12月21日、スコットランドのロッカビー上空で起きたパンアメリカン航空103便爆破事件により、アメリカ人169名とイギリス人40名が殺害された。一般的にリビアという国家に帰するこの動機は、リビアが自らの領海だと主張するシドラ湾で1980年代に起きたアメリカ海軍との一連の軍事衝突にさかのぼることができる（シドラ湾事件 (1981年)およびシドラ湾事件 (1989年)も参照）。2001年1月31日にスコットランド高等裁判所により、爆殺と共謀の実行容疑犯とされたアブデルバセット・アル・メグラヒに対して有罪判決が出されたにもかかわらず、リビアは2003年までテロの実行を公式に認めなかった。
アフガニスタン紛争中の1980年代を通じて、ソビエト連邦軍最後の部隊が1989年2月15日に撤収するまで英米両国はムジャーヒディーンの反乱へ武器を供給し続けた。

### 冷戦後
ソビエト連邦の崩壊後にアメリカ合衆国が世界唯一の超大国となった際、湾岸戦争というアメリカとNATO同盟諸国が直面する新たな脅威が浮上した。1990年8月に軍事力増強が、1991年1月には武力行使が始まり、英米両国はこの湾岸戦争の間にクウェートをサダム・フセイン政権から解放した多国籍軍に対して、最大の軍隊をそれぞれ派遣した。
1997年5月になると、イギリス労働党が18年ぶりに政権の座についた。当時のトニー・ブレア首相とビル・クリントン大統領は彼らの中道左派思想を説明するため、双方とも「第三の道」という表現を用いた。同年8月にダイアナ妃がパリで事故死した際には、アメリカ国民はイギリス人との連帯を表明し、その哀悼を共有した。
1998年から99年にかけて勃発したコソヴォ紛争においては、英米両国が派兵してNATO軍の主戦力となった。

### テロとの戦いとイラク戦争

記者会見後に握手するイギリスのトニー・ブレア首相とアメリカのジョージ・W・ブッシュ大統領。(2004年11月12日、ホワイトハウスのイーストルームにて)

2001年9月11日のアルカイダのテロ攻撃により、ニューヨークのワールドトレードセンター、アーリントン郡のペンタゴン、そしてペンシルベニア州シャンクスビル近郊の平野で、67人のイギリス人を含む2977人が死亡した。このアメリカ同時多発テロ事件に際して、イギリスからは同情の念が多く寄せられ、当時のトニー・ブレア首相はジョージ・W・ブッシュ大統領にとってアルカイダとタリバンを正義へと導くための最高の支援者であった。ブレアは最も明瞭な代弁者となり、また、事件後に招集された緊急合同議会に出席した唯一の外国首脳でもあった（それまでも同様の会合に唯一の外国首脳として出席し続けており、2度のスタンディングオベーションを受けた）。
アメリカ合衆国は対テロ戦争を宣言し、イギリス軍はNATOのアフガニスタン紛争に参加した。中露仏独加が反対するなか、ブレアは2003年のイラク侵攻を率先して提唱した。イラク出兵において、再びイギリスはアメリカに次ぐ二番手であり、2011年に最後の部隊を撤収させた。ブッシュとブレアは持続的な政治・外交支援を相互に提供し、自国では各々の議会で選挙に勝利した。
2005年7月7日のロンドン同時爆破事件は、英米両国にテロの脅威の性質の違いを強調した。アメリカはアルカイダのネットワークや中東からの他のイスラーム過激派のような世界の敵に重きを置いた。ロンドンでの事件はイギリス育ちの過激派ムスリムによって実行され、自国民の過激化によるイギリスの脅威を際立たせた。
イギリスの利益団体「リバティ」による、イギリスの空港が中央情報局（CIA）によるテロリストなどの囚人特例引き渡しに利用されたとする主張の後、2005年11月に英国警察長協会（ACPO）が捜査に乗り出した。報告書が2007年6月に出されるも、その主張を裏付ける証拠は見つからなかった。しかし同日、ヨーロッパ議会がイギリスが引き渡しに際して共謀したという、ACPOのものとは真っ向から矛盾する報告書を発表した。2018年の英国議会のインテリジェンス・安全保障委員会による報告書では、MI5とMI6がアメリカによる多くの引き渡しに協力しており、資金援助や機密情報の提供、そして故意にそうしていたことが明らかになった。
2007年までには、イラク戦争に対するイギリス国民の支持は急落した。ブレア政権の歴史的な低支持率にもかかわらず、主にイラクが大量破壊兵器を保有しているという誤った政府の情報主張のため、アメリカとの同盟に対するブレアの揺るぎない姿勢は彼自身の言葉で要約することができる。ブレアは、「我々はアメリカの最も近しい同盟国であり続けるべきだ…アメリカが強いからではなく、彼らの価値観を共有しているからだ」と述べている。ブッシュとブレアの同盟関係は、多くのイギリス国民の前でブレアの首相の立場を大きく傷つけた。
ブレアは、誰が大統領であるかに関わらず、同盟はアメリカとの「絆を守り強める」ためのイギリスの国益であると主張した。しかし、一方的に妥協した個人的および政治的親密さの認識は、イギリスメディアにおいて英米両政府の「特別な関係」を表現するために「プードル主義」という用語の真剣な議論を呼んだ。
2009年7月31日までに、イギリス軍は400人を除いてイラクから撤退した。
2009年6月11日、イギリスの海外領土バミューダ諸島はキューバのグァンタナモ米軍基地内にあるグアンタナモ湾収容キャンプとして知られる拘留施設から4人のウイグル人を受け入れた。アメリカ政府の要求により、バミューダ当局は8年前の2001年10月にアメリカ軍がアフガニスタンに侵攻中、パキスタンのバウンティハンターにより捕らえられたハリール・マムート、ホザイファ・パルハト、サラヒディン・アブドゥラハット、アブドゥラ・アブドゥルカディラクンの4名を迎え入れたのである。その決定を下すかどうかについて相談を受けているべきだったイギリスにより、バミューダ当局が代表責任を持たない安全保障および外国の問題として見なされたため、この決定は外務・英連邦省による相当の憤慨と軽蔑を招いた。

### アブデルバセット・アル・メグラヒの釈放
2009年8月20日、スコットランド自治政府のアレックス・サモンド政権はアブデルバセット・アル・メグラヒを医学的根拠により釈放する声明を発表した。彼は1988年12月21日、スコットランドのロッカビー上空でアメリカ人169名とイギリス人40名を殺害したパンアメリカン航空103便爆破事件のテロ計画の有罪判決を受けた唯一の人物だった。2001年に終身刑を宣告されていたが、余命3ヵ月の末期ガンと診断された後に釈放された。アメリカ人は、この決定は犠牲者の記憶に思いやりがなく鈍感だとし、オバマ元大統領も「非常に好ましくない」と述べた。しかし、当時の在英アメリカ大使ルイス・ズースマンは、スコットランドによる釈放の判断はアメリカ側に非常に残念なものとして見なされたが、イギリスとの関係は完全に無傷で強いままであると述べた。ブラウン政権は釈放に関与せず、ブラウン元首相も政府は決定において役割を果たさなかったと記者会見で述べた。アブデルバセット・アル・メグラヒは2012年5月20日に60歳で死んだ。

### ディープウォーター・ホライズン原油流出事故
2010年4月、メキシコ湾にあった英BP社の石油プラットフォーム「ディープウォーター・ホライズン」が爆発し、施設の沈没と大量の原油流出を引き起こした。施設内の掘削装置はスイスの海洋掘削業者トランスオーシャン社が所有・運営し、アメリカの油田サービス業ハリバートン社がセメント作業を担っていたが、事故によりイギリスとの外交摩擦と大衆主義者の反英感情を招いた。1998年以来「BP」として知られていたにもかかわらず、当時のニュース解説者は「British Petroleum（1954年からの社名）」に言及した。イギリスの政界はアメリカでの反英的修辞学に懸念を表明し、
BP社のCEOトニー・ヘイワードは「アメリカで最も嫌われた男」と呼ばれた。
反対に、オバマのBP社に関する声明と相まって、広がるBP社の公的な悪魔化および企業とそのイメージへの影響は、イギリスにおいてもある程度の反米感情を引き起こした。これは特にビジネス・イノベーション・技能大臣のヴィンス・ケーブルによる「アメリカの修辞学には極端で役立たずのものもあることは明白だ」というコメントに表れており、イギリスの年金基金のために、大蔵省の収益損失とそのような弁論がイギリス屈指の大企業BP社の株価に悪影響を及ぼしていた。その後、7月に行われたオバマとキャメロンの会談ではやや緊張関係が和らぎ、両国の間には「真に特別な関係」があるとオバマは述べた。反英あるいは反米意識が存在し続ける程度は依然として不明である。

### 両国間の現状

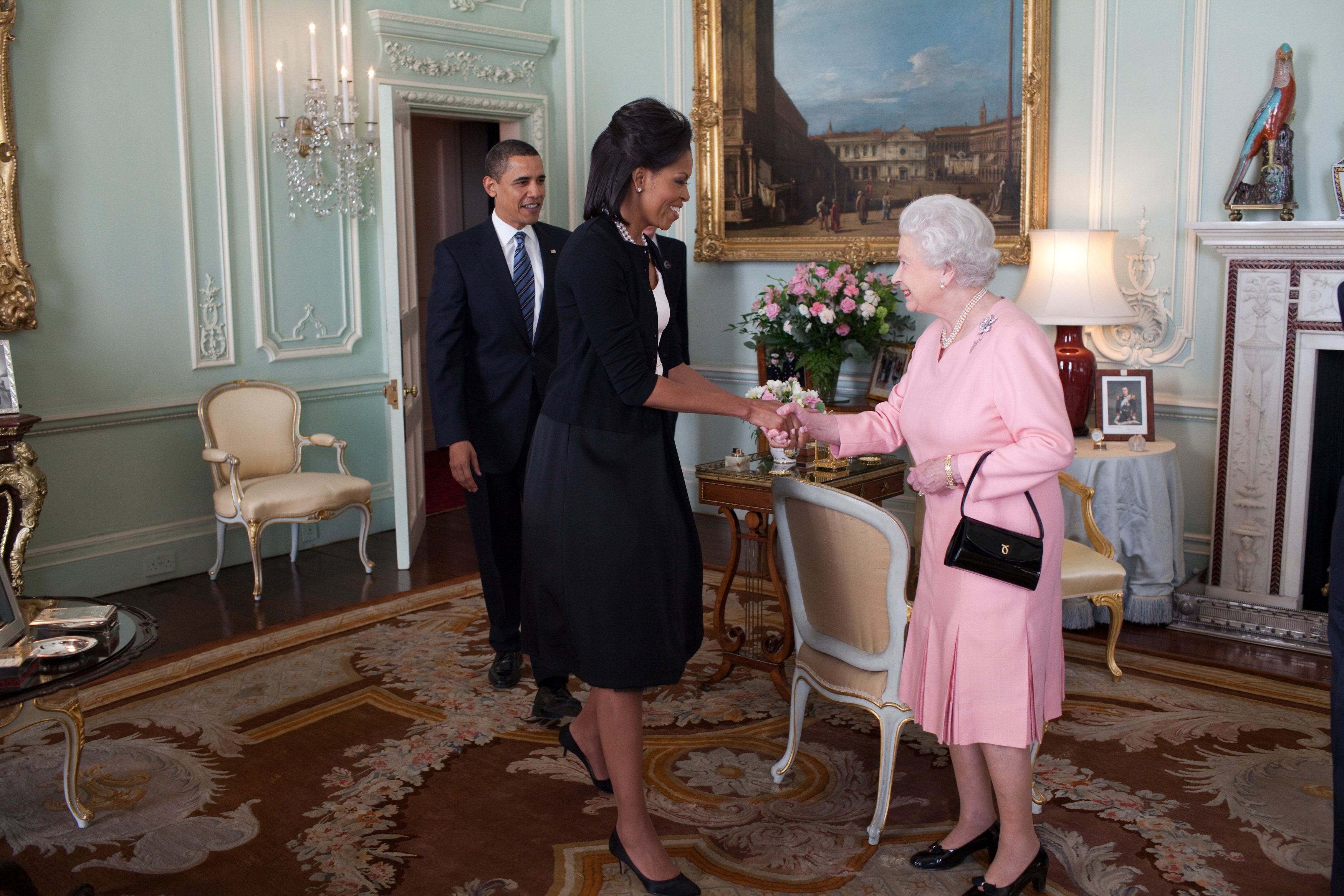
エリザベス2世がオバマ大統領夫妻を歓迎する様子。(2009年4月1日、バッキンガム宮殿にて)

現在のイギリスの政策は対米関係がイギリスにとって「最も重要な二国間関係」であることを表している。2009年2月、当時のヒラリー・クリントン国務長官は「米英関係は時間の試練にも耐える」と表現し、両国の関係に敬意を示した。
2009年3月3日、ゴードン・ブラウン首相がホワイトハウスを初訪問した。その際、彼はかつてアフリカ沖での奴隷制反対作戦に参加したHMS ガネットから彫られたペンホルダーをオバマ元大統領に贈った。オバマからは『スターウォーズ』や『E.T.』など25枚の映画DVDが贈られた。サラ・ブラウン夫人からはオバマの娘達にイギリスのファッション小売店TOPSHOPの洋服とアメリカに届いていない未刊行の本が渡された。ブラウンの息子達へはミシェル・オバマ夫人からマリーンワンのヘリコプターの玩具が渡された。この訪米期間中、ブラウンはアメリカ合衆国議会の合同会議への演説を行ったが、これは外国の政府首脳にはめったに与えられない特権である。
2009年3月のアメリカ・ギャラップ社の世論調査によれば、36%の回答者がイギリスを「最も価値のある同盟国」だと認識し、カナダ、日本、イスラエル、ドイツが後に続いた。さらに、この調査結果は89%のアメリカ人がイギリスを好意的に見ていることを示し、これは90%のカナダに次ぐ割合の高さであった。アメリカ・ピュー研究所が2009年7月に世界中で実施した調査でも、回答したイギリス人の70％がアメリカについて好意的な見方をしていた。

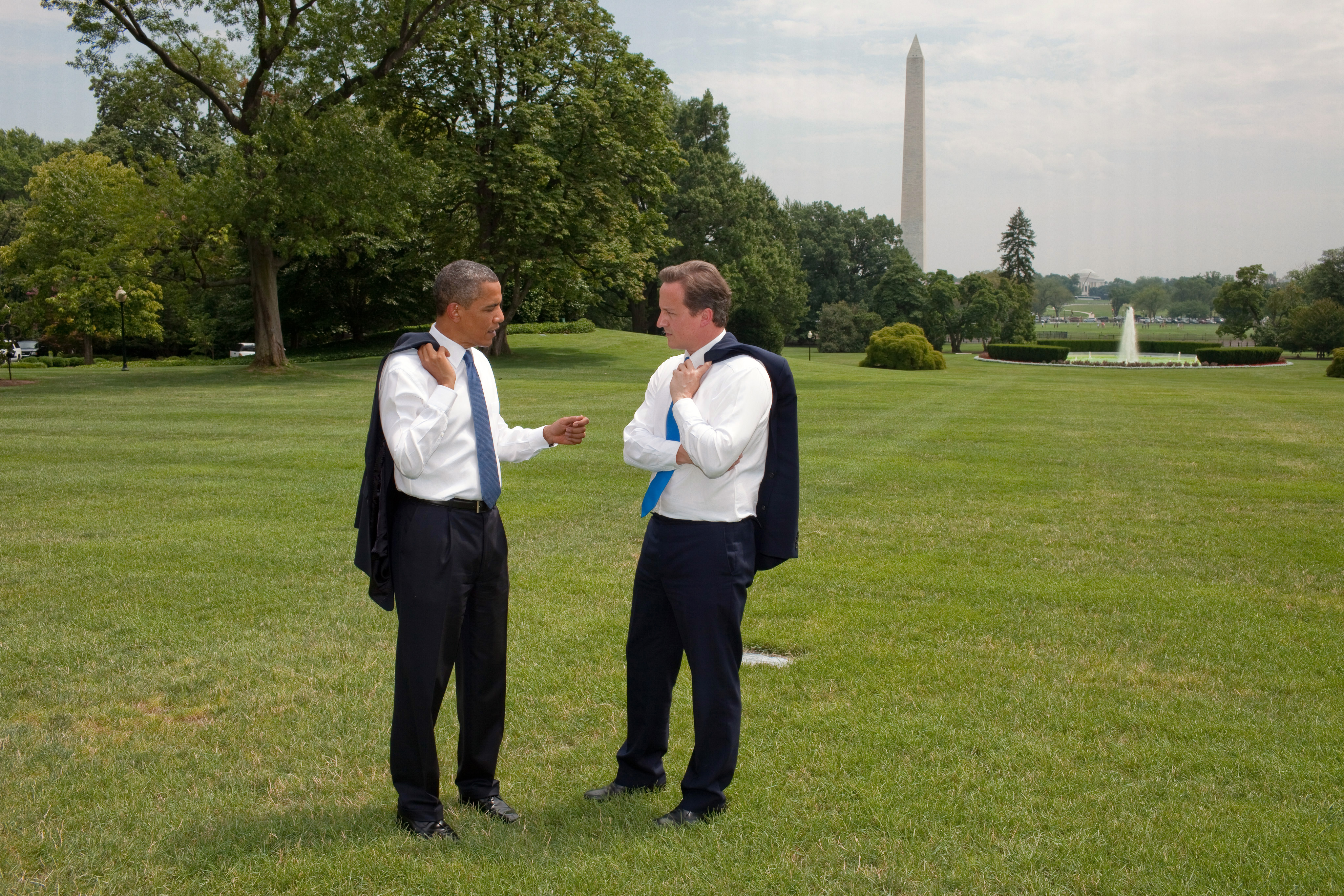
アメリカのオバマ大統領がイギリスのキャメロン首相と会話する様子。(2010年7月20日、ホワイトハウス南の芝生にて)

2011年2月、ロシアを新戦略兵器削減条約（新START）に批准させるため、その後押しの一環としてアメリカが「トライデント（英国核プログラム）（ミサイル移送システムはアメリカ国内で製造・整備されている）」に関する機密情報をロシアに提供したことを、ウィキリークスの情報に基づいてイギリス・デイリー・テレグラフ社が報じた。英国王立防衛安全保障研究所のマルコム・チャルマーズ教授は、ロシアに「イギリスの兵器庫のサイズを測定する別のデータポイント」を提供することによってシリアル番号がイギリスの非検証政策を損なう可能性があると推測した。
2011年5月25日、オバマ大統領はイギリスへの公式訪問の際、ウェストミンスター宮殿における議会演説で両国関係を再確認し、「今日、世界で最も古くから知られている最も強力な同盟関係のひとつを再確認するためにここへ来た。米英両国は特別な関係を共有していると長い間言われてきた」と述べた。
また、2014年スコットランド独立住民投票前には、「今までに有するなかで最も近しい同盟国のひとつ」とオバマが述べた「強力で統一された」イギリスとの継続的なパートナーシップを享受することにおける、アメリカの既得権益を公に発表した。
2016年9月のG20サミットでのテリーザ・メイ首相との合同記者会見では、「肝心なのは、我々はイギリスに比べて世界のどこにも強いパートナーはいないということだ」と述べた。

## 貿易・投資と経済
アメリカはイギリスにとって最大の単一の輸出市場であり、2007年には570億ドル相当のイギリス製品が輸出・販売された。同年の両国間の輸出入総量は合計1072億ドルに上った。
アメリカとイギリスは世界最大の対外直接投資パートナーシップを共有している。2005年にイギリスにおけるアメリカの直接投資は、合計で3240億ドルに上った一方でアメリカにおけるイギリスの直接投資は合計2820億ドルを計上した。

## 観光
毎年450万人以上のイギリス人がアメリカを訪れ、約140億アメリカドルの経済効果を生む。一方で、毎年およそ300万人のアメリカ人がイギリスを訪れて、約100億USドルの経済効果を生じている。

## 交通
ニューヨークのジョン・F・ケネディ国際空港はロンドン・ヒースロー空港を出発する国際線利用客の最大の目的地となっている。2008年には、約2,802,870人が多様な直行定期便を利用してヒースロー空港からJFK空港へ渡航した。ブリティッシュ・エアウェイズのフラグシップ超音速旅客機のコンコルドは大西洋を横断する定期路線として、1976年5月24日、ワシントン・ダレス国際空港に就航した。アメリカの連邦最高裁判所がニューヨーク市上空でのソニックブームを規制していた下級裁判所の決定を1977年10月17日に棄却したことにより、ヒースロー空港とジョン・F・ケネディ国際空港の間の従来の大西洋横断路線は3時間半以内で結ばれるようになった。この判決に基づく運航は1977年10月19日から2003年10月23日まで続いた。
イギリス・アメリカ・パナマ系の親会社カーニバル・コーポレーション傘下のイギリスの海運会社キュナード・ラインは、クイーン・メリー2とクイーン・ヴィクトリアをサウサンプトンとニューヨークの間で季節運航している。
また、アメリカとイギリスの両国では道路標識にヤード・ポンド法が継続して利用されている。

### 新型コロナウイルスに関連した渡航制限
2020年3月16日、アメリカは新型コロナウイルスの感染拡大に伴い、イギリスとアイルランドからの入国を制限することを発表。アメリカ国民や定住者の帰国は例外となったが、それでも特定の空港を通過して対応を受けることが条件となった。
その後、アメリカ側の入国制限は緩和されたが、2020年12月にはイギリスでコロナウイルスの変異種の感染が拡大していることが確認。同月28日、アメリカは入国条件としてイギリスから到着する航空機の乗客全員について、出発前72時間以内にウイルスの検査を受けて陰性証明を得ることとした。

## 表敬訪問および公式訪問
20世紀中には、合意された協議事項について話し合うためにイギリス首相とアメリカ合衆国大統領が集まって開かれた公式・非公式の首脳会談が計78回あった。最初は1918年、2回目は1929年であった。1941年の首脳会談からは、それまで政策議論の重要な伝達者とされていた大使らの影響力の衰えが目立つようになった。両国の首脳会談は、4回に3回の割合で、イギリス側の政府代表団が渡米することで行なわれた。21世紀においては、新しい通信様式により、首脳会談の重要性は（以前よりも）はるかに低くなっている。
この数十年間、のべ2名のイギリスの君主と4名のアメリカ合衆国大統領が国家元首として互いの国を公式訪問している。女王エリザベス2世は、トルーマン政権以降、ジョンソンを除く、アメリカの全ての大統領と会っている。さらに、エリザベス2世は、種牡馬の繋養施設や飼育場を見学するために、1984年、1985年、1991年の3度、私的にアメリカを訪問している。

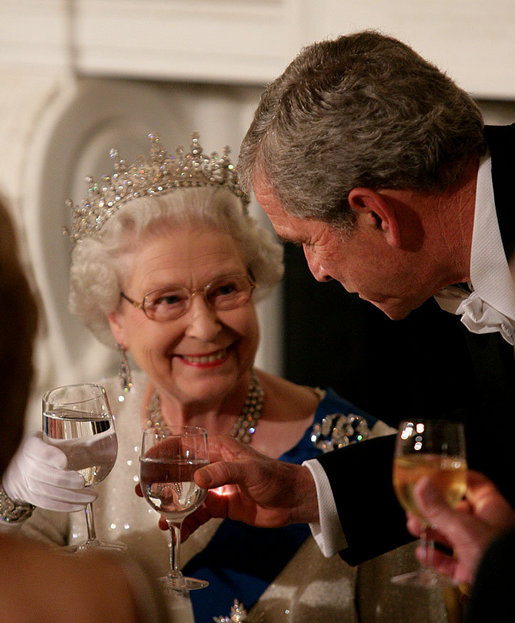
英米関係の創始400周年を祝してホワイトハウスで2007年に催された公式晩餐会で乾杯するエリザベス2世と43代目アメリカ合衆国大統領ジョージ・W・ブッシュ。

1982年のイギリスへの公式訪問中にウィンザー・グレート・パークで騎乗する40代目アメリカ合衆国大統領ロナルド・レーガンとエリザベス2世。

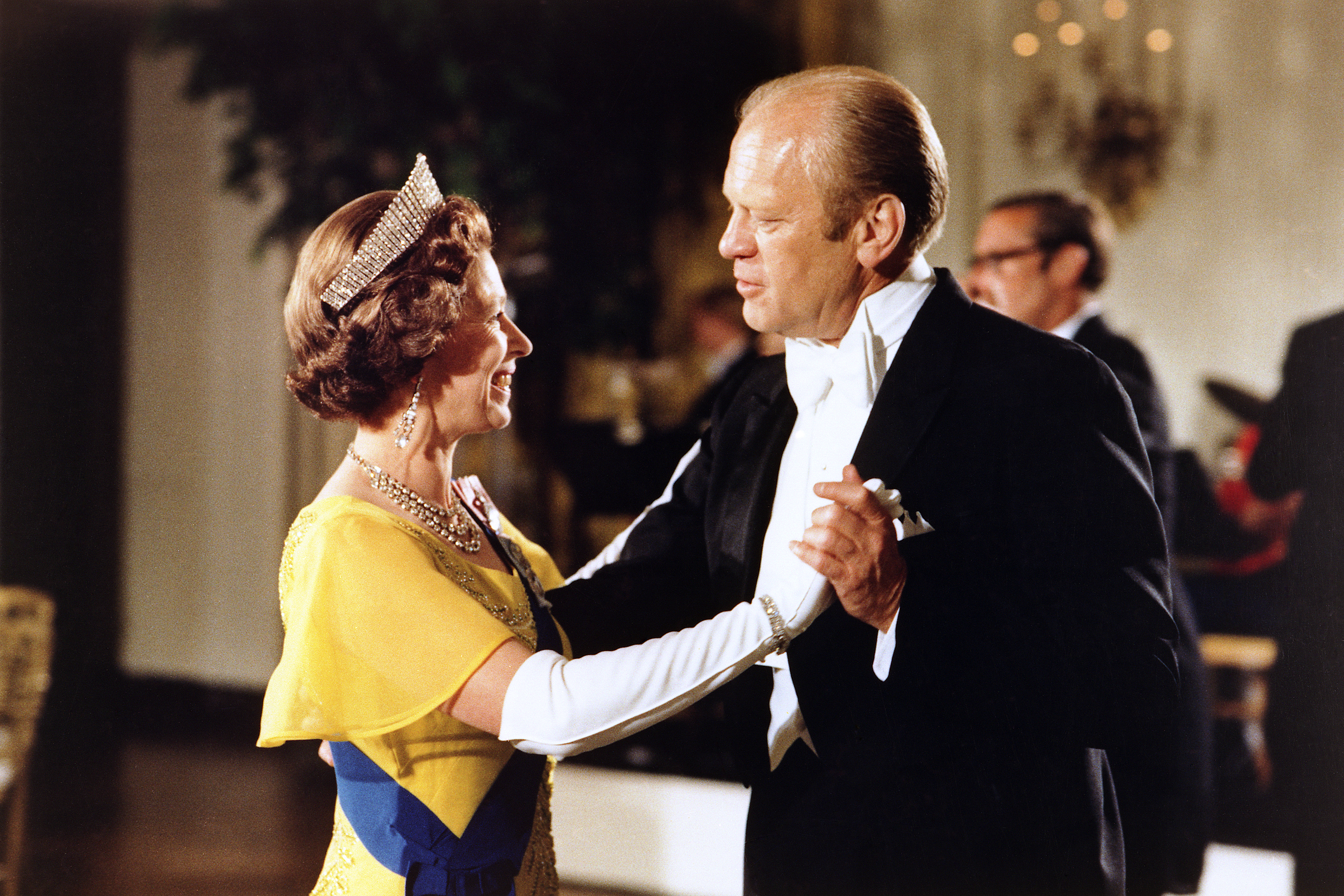
1976年のアメリカ合衆国建国200周年を記念する公式訪問中にホワイトハウスのイーストルームで舞踏するエリザベス2世と38代目アメリカ合衆国大統領ジェラルド・フォード。

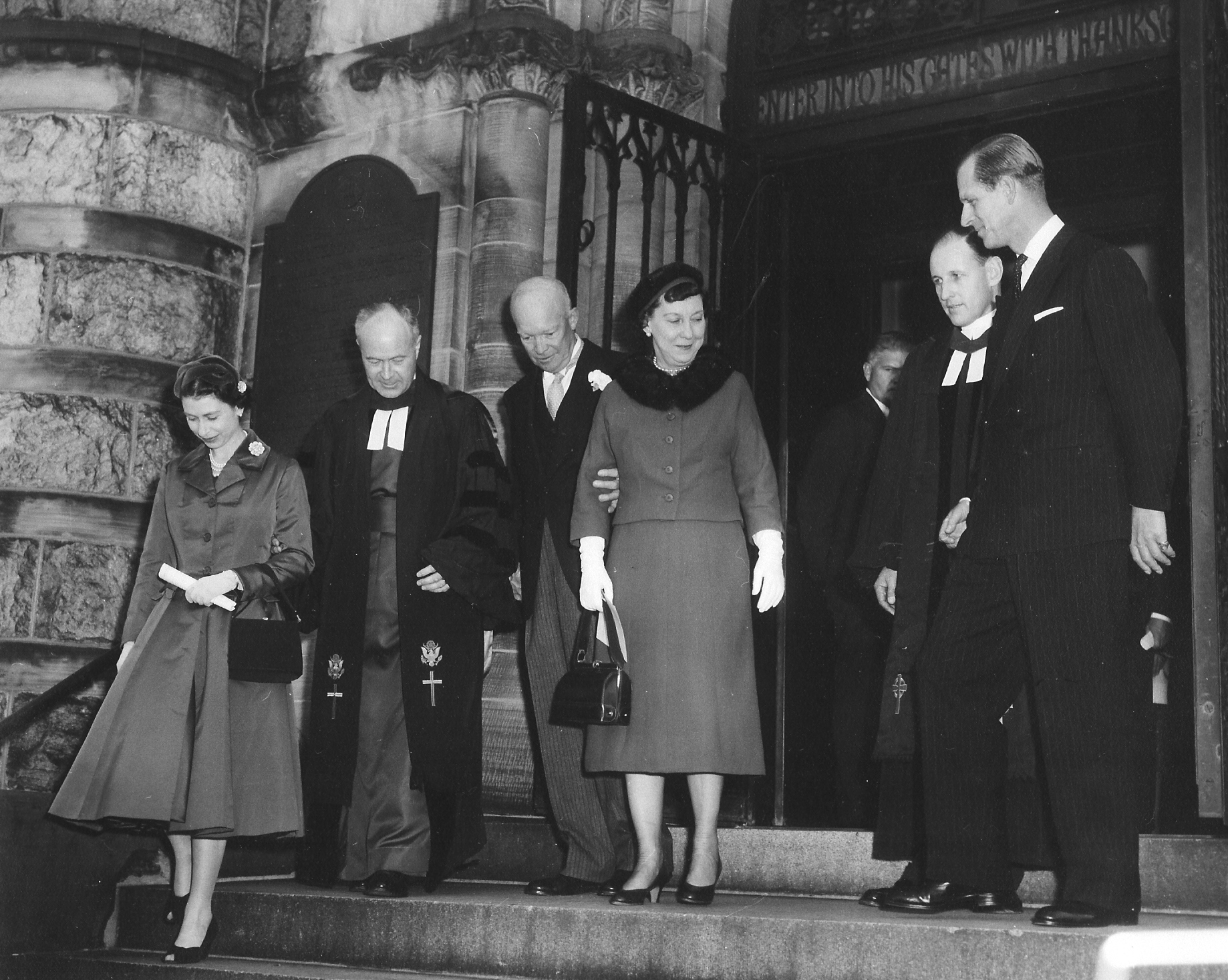
1957年のアメリカ公式訪問中に34代目アメリカ合衆国大統領ドワイト・アイゼンハワー及び同夫人マミー・アイゼンハワーと共に国立長老派教会での礼拝に参列した後、教会を離れるエリザベス2世とエディンバラ公フィリップ王配。

| 訪問年月日           | 君主および配偶者                      | 訪問地 | 行幸日程 |
| 1939年6月7日-11日    | 国王ジョージ6世およびエリザベス王妃   | ワシントンD.C.、ニューヨーク市、ハイド・パーク (ニューヨーク州) | ワシントンD.C.を公式訪問し、ホワイトハウスに滞在、アーリントン国立墓地内にある無名戦士の墓に花輪を供える。アメリカの初代大統領ジョージ・ワシントンのプランテーションのあったマウントバーノンを訪問、ニューヨークで開催された1939年万国博覧会に出席。また、ニューヨーク州にあるフランクリン・ルーズベルト大統領の保養地であるスプリングウッド・エステートを私的に訪問。 |
| 1957年10月17日-20日  | 女王エリザベス2世およびフィリップ王配 | ジェームズタウンとウィリアムズバーグ (バージニア州)、ワシントンD.C.、ニューヨーク市                                                                                          | ワシントンD.C.を公式訪問し、バージニア州ジェームズタウンの入植350周年記念式典に出席、その後イギリスへ帰航の途に就く前にニューヨークへ立ち寄る。 |
| 1976年7月6日-9日     | 女王エリザベス2世およびフィリップ王配 | フィラデルフィア、ワシントンD.C.、ニューヨーク市、シャーロッツヴィル (バージニア州)、ニューポートおよびプロヴィデンス (ロードアイランド州)、ボストン                         | ブリタニア号にてワシントンD.C.を公式訪問し、アメリカ独立200周年祝賀行事と連動してアメリカ東海岸を巡幸。 |
| 1983年2月26日-3月7日 | 女王エリザベス2世およびフィリップ王配 | サンディエゴ、パームスプリングス、ロサンゼルス、サンタバーバラ、サンフランシスコ、ヨセミテ国立公園 (カリフォルニア州)、シアトル (ワシントン州)                               | ブリタニア号にてアメリカ合衆国を公式訪問し、アメリカ西海岸を巡幸。また、サンタ・イネス・マウンテンズにあるロナルド・レーガン大統領の保養地であるランチョ・デル・シエロを私的に訪問。 |
| 1991年5月14日-17日   | 女王エリザベス2世およびフィリップ王配 | ワシントンD.C.、ボルティモア (メリーランド州)、マイアミおよびタンパ (フロリダ州)、オースティン、サンアントニオおよびヒューストン (テキサス州)、レキシントン (ケンタッキー州) | ワシントンD.C.を公式訪問し、連邦議会の合同会議にて演説、ケンタッキー州を私的に訪問、合衆国南部を巡幸。 |
| 2007年5月3日-8日     | 女王エリザベス2世およびフィリップ王配 | リッチモンド、ジェームズタウンおよびウィリアムズバーグ (バージニア州)、ルイビル (ケンタッキー州)、グリーンベルト (メリーランド州)、ワシントンD.C.                            | ワシントンD.C.を公式訪問し、バージニア州議会にて演説、ジェームズタウン開拓400周年記念式典に出席、NASAのゴダード宇宙飛行センター、ナショナル・モールの第二次世界大戦記念碑を巡幸、またケンタッキー州を私的に訪問し、第133回ケンタッキーダービーを観戦。 |
| 2010年7月6日         | 女王エリザベス2世およびフィリップ王配 | ニューヨーク市 | 日帰りの公式訪問でアメリカを訪れ、国連総会に出席し、ワールドトレードセンター跡地でアメリカ同時多発テロ事件の犠牲者の冥福を祈り、ハノーバー・スクエアのクイーンエリザベス2世9月11日公園にてテロ攻撃の犠牲者となった英国人に敬意を払った。 |

| 訪問日時            | 元首および配偶者                                             | 訪問地                                | 訪問日程 |
| 1918年12月26日-28日 | ウッドロウ・ウィルソン大統領およびイーディス・ウィルソン夫人 | ロンドン、 カーライル、マンチェスター | イギリスを公式訪問し、バッキンガム宮殿に滞在、国王ジョージ5世およびメアリー王妃に招かれて宮中晩餐会に出席。また、イギリス生まれである大統領の母、ジャネット・ウッドロウの先祖の生家を私的に訪問。                                           |
| 1982年6月7日-9日    | ロナルド・レーガン大統領およびナンシー・レーガン夫人         | ロンドンおよびウィンザー              | イギリスを公式訪問し、ウィンザー城に滞在、公式晩餐会に出席、ウェストミンスター議会にて演説。 |
| 2003年11月18日-21日 | ジョージ・W・ブッシュ大統領およびローラ・ブッシュ夫人        | ロンドンおよびセジフィールド          | イギリスを公式訪問し、バッキンガム宮殿に滞在、宮中晩餐会に出席、ウェストミンスター寺院にある無名戦士の墓に花輪を供える。また、トニー・ブレア首相の選出選挙区であるイングランド北東部のダラム州を私的に訪問。                                |
| 2011年5月24日-26日  | バラク・オバマ大統領およびミシェル・オバマ夫人               | ロンドン                              | イギリスを公式訪問し、バッキンガム宮殿に滞在、宮中晩餐会に出席、イギリス議会で演説、ウィリアム王子とキャサリン・ミドルトンの成婚に際し、結婚祝い品を贈呈。女王エリザベス2世およびフィリップ王配に謁見、デーヴィッド・キャメロン首相と会談。 |
| 2019年6月3日-5日    | ドナルド・トランプ大統領およびメラニア・トランプ夫人         | ロンドンおよびポーツマス              | 国賓としてイギリスを公式訪問し、ウィンフィールド・ハウスに滞在、バッキンガム宮殿庭園での歓迎式典に参列、公式晩餐会に出席、ウェストミンスター寺院で無名戦士の墓に花輪を献花、女王エリザベス2世およびテリーザ・メイ首相と会見。               |

## 外交
| 在英アメリカ公館 - ロンドン（大使館） - エディンバラ（総領事館） - ベルファスト（総領事館） - ハミルトン（総領事館） | 在米イギリス公館 - ワシントンD.C.（大使館） - アトランタ（総領事館） - ボストン（総領事館） - シカゴ（総領事館） - デンバー（総領事館） - ヒューストン（総領事館） - ロサンゼルス（総領事館） - マイアミ（総領事館） - ニューヨーク（総領事館） - サンフランシスコ（総領事館） |

## イギリス・アメリカ両国に共通する国際機関・団体・活動
| - 国際決済銀行 - 英米後継世代プロジェクト - 国際連合食糧農業機関 - G8 - G10 - G20 - 国際原子力機関 - 国際商業会議所 - 国際司法裁判所 - 国際電気標準会議 - 国際エネルギー機関 - 国際通貨基金 - 国際オリンピック委員会 - 国際再生可能エネルギー機関 - 国際電気通信連合 | - 国際刑事警察機構 - 北大西洋条約機構 - 核拡散防止条約 - 経済協力開発機構 - 欧州安全保障協力機構 - ピルグリムズ・ソサイエティ - 環太平洋合同演習 - UKUSA協定 - 国際連合 - 国際連合教育科学文化機関 - 国際連合安全保障理事会 - 万国郵便連合 - 世界銀行 - 世界保健機関 - 世界貿易機関 |

### 戦略的提携サイバー犯罪ワーキンググループ

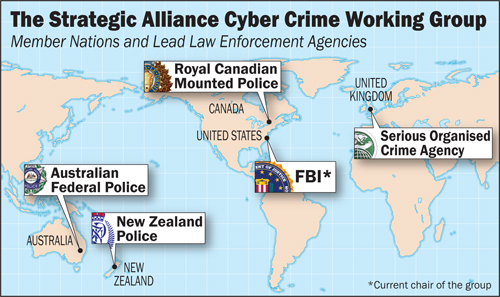
戦略的提携サイバー犯罪ワーキンググループに参画する国と各国の所管する機関を示す地図

Strategic Alliance Cyber Crime Working Group (戦略的提携サイバー犯罪ワーキンググループ) は、アメリカを筆頭として、オーストラリア、カナダ、ニュージーランド、イギリスが主導するもので、全地球規模の犯罪事案、特に組織犯罪を専門に取り組むこれらの国家間の公式なパートナーシップ協定である。この協同体は、3大陸からの5か国が団結して情報を共有し、ツールおよび最善の対処法を交換することによる相乗効果でサイバー犯罪と対峙しつつ、各国の法規を強化し、一致させる、というものである。
このイニシアティブの中では、イギリスの重大組織犯罪局とアメリカの連邦捜査局の間で、重大な詐欺またはサイバー犯罪に関わる情報をより多く共有する。

### UKUSA協定
イギリスとアメリカ間の安全保障協定であるUKUSA協定は、オーストラリア、カナダ、ニュージーランド、イギリス、アメリカの5つの英語圏の国が提携して、諜報の共有を唯一の目的とする。この協定は1943年に署名された歴史的なBRUSA協定を発展させたものである。エシュロン・システムと連動して、これらの5か国はそれぞれ世界の異なる地域で諜報収集および分析を行う。例えば、イギリスはヨーロッパ、アフリカ、ウラル山脈以西のロシアを、アメリカは中南米、アジア、ロシアのアジア地域および中国本土北部を対象に諜報活動を実施している。

## 文化的遺産

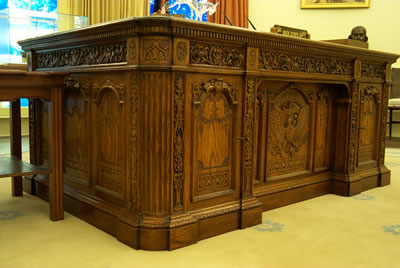
カーター政権期のホワイトハウスのオーバル・オフィスで見られたレゾリュート・デスクは、退役したHMS レゾリュートのバーク木材から作られた手製の机で、1880年11月23日に当時のヴィクトリア女王からアメリカに贈呈された。

アメリカはイギリスとの間に脈々と受け継がれてきた多くの文化的遺産を共有する。
英語は共にイギリス人とアメリカ人の言語であるため、両国は英語圏に属する。しかしながらこの共通の言語は綴り、発音、語義について、両国の間で幾らかの差異を伴う。
アメリカの法制度は、その大部分をイングランドのコモン・ローに基礎を置いている。郡裁判所や郡保安官事務所など、アメリカの地方および政府の制度はイングランドでの慣例を起源とする。一方で、イギリスとは異なる一面をもつアメリカとしては、高い信仰心を示すことにもあり、バプテスト、メソジスト、会衆派、米国聖公会のようなプロテスタント系の教派がイギリスの教会から派生し、大西洋を渡ってアメリカで布教された。
イギリスとアメリカは、一般的にアングロサクソン経済の名で言及される、規制および税率を低い水準に置く代わりに、政府が下位から中位の水準の社会的サービスを提供する、というシステムを実践している。
7月4日の独立記念日は、1776年7月4日に行われたイギリス帝国からの独立宣言の採択を記念する国家的祝事である。アメリカのイギリスに対する挑戦的態度は、米英戦争中のボルティモアの戦いに際して作詞されたアメリカ合衆国の国歌『星条旗』にも表れている。
40,234,652人から72,065,000人のアメリカ人はイギリス系の血を引いていると推定され、これはアメリカの全人口の13%から23.3%を占めていることになる。1980年の国勢調査によると、61,311,449人のアメリカ人がイギリス系の先祖を持つと報告し、当時の全米人口の32.56%に達した。今もなお、アメリカ国内で最も大きな先祖のグループを形成しているものとみられる。

## 大衆文化

### 文学
アメリカにおけるウィリアム・シェイクスピア、チャールズ・ディケンズ、J・R・R・トールキン、ジャッキー・コリンズ、J・K・ローリング等のイギリスの作家たちや、イギリスにおけるハリエット・ビーチャー・ストウ、マーク・トウェイン、アーネスト・ヘミングウェイ、スティーヴン・キング、ダン・ブラウン等のアメリカの作家たちの人気に裏付けられるように、文学は大西洋を越えた。ヘンリー・ジェイムズやT・S・エリオットは、イギリスへ移り住んだことにより、双方の国でよく知られている。エリオットは1914年にイングランドに移住し、1927年にはイギリス国籍を取得した。有力な文芸評論家であったエリオットは、イギリス文学の現代詩に大きな影響を与えた。

### 活字報道
イギリスで毎週日曜日に発行されるブランケット判の新聞オブザーバーはニューヨーク・タイムズの縮刷版を掲載する。

### 映画
現代のアメリカとイギリスの娯楽文化は多くのクロスオーバーを織り成している。例えば、スティーヴン・スピルバーグとジョージ・ルーカスの製作したアメリカのハリウッド映画はイギリスの人々に大きな影響を与え、逆にイギリスの映画『007』シリーズ、映画『ハリー・ポッター』シリーズはアメリカでも大きな人気を博している。 また、ウォルト・ディズニーのアニメーション映画は不朽の名作として100年近くにわたり老若男女を問わずイギリスの観衆を感動させている。アルフレッド・ヒッチコックの製作によるサスペンス映画はアメリカにも忠実なファンをもち、アルフレッド・ヒッチコック自身もジョン・カーペンターなどの著名なアメリカの映画製作者に影響を与えている。
イギリス出身やアメリカ出身の俳優・女優を中心に起用したり、ロンドンやハリウッドにある映画スタジオを使用するなどして、英米が共同で製作した映画作品も少なくない。

### 演劇
ニューヨークのブロードウェイを拠点とする劇場はこれまでに幾度も訪英し、ロンドンのウェスト・エンドなどでイギリス公演ツアーを実施している。これらの代表的な上演作品には『ライオン・キング』(英語版)、『グリース』(英語版)、『ウィキッド』、『レント』がある。イギリスで制作された作品では、『マンマ・ミーア!』やアンドルー・ロイド・ウェバーの『ヨセフ・アンド・ザ・アメージング・テクニカラー・ドリームコート』、『キャッツ』、『オペラ座の怪人』などの複数のミュージカル作品がブロードウェイでも上演され、成功を収めた。イングランドの劇作家ウィリアム・シェイクスピアによる喜劇、史劇、悲劇の作品もアメリカの劇壇で圧倒的な人気を誇る。

### テレビ
イギリスとアメリカの双方のテレビ番組は類似しており、相手国の放送網を通して直接放送されたり、放映権を得た国内のメディアが相手国の番組を自国向けに再編集して放送されたりしている。アメリカ国内市場向けに再構成された近年のイギリスの人気テレビ番組は、『The Office』、『フー・ウォンツ・トゥ・ビー・ア・ミリオネア』（日本版はクイズ$ミリオネアの番組名で知られる）、『Strictly Come Dancing』(ダンシング・ウィズ・ザ・スターズ) 、『トップ・ギア』、『ポップアイドル』(アメリカン・アイドル) 、『Xファクター』である。一方、イギリス国内市場向けに再構成された近年のアメリカの人気テレビ番組は、『ジ・アプレンティス』、『Deal or No Deal』である。現在イギリスでも人気を博しているアメリカの人気テレビ番組は『ザ・シンプソンズ』、『モダン・ファミリー』、『サウスパーク』、『スクラブス』、『ファミリー・ガイ』、『フレンズ』、『CSI:科学捜査班』シリーズである。
BBCはアメリカ国内でBBCアメリカとBBCワールドの2つのネットワークを運用している。アメリカの放送網PBSはBBCと共同して『空飛ぶモンティ・パイソン』、『Keeping Up Appearances』、『ドクター・フー』、『Nova』、『Masterpiece』等のイギリスのテレビ番組をアメリカ国内向けに再放送している。BBCもよくアメリカの放送網HBOと共同し、『ローマ』、『John Adams』、『バンド・オブ・ブラザース』、『The Gathering Storm』等、近年のアメリカのミニ番組をイギリス国内で再放送している。さらに、アメリカのディスカバリーチャンネルはBBC等との共同制作番組として『プラネットアース』と『The Blue Planet』（アメリカでは後にThe Blue Planet: Seas of Life の表題で知られる）をアメリカ国内で放送した。アメリカの政治専門チャンネルC-SPANは毎週日曜日にイギリスの首相質問の模様を放送している。
一部のイギリスのデジタルテレビジョン受像機はイギリス国内から直接、FOXニュースやイギリスの視聴者を対象として制作されるCNBCヨーロッパ, CNNヨーロッパ、ESPNクラシックUK、コメディー・セントラルUK、FX UK等のアメリカのテレビ番組を直接視聴することが可能である。1982年からはアメリカンフットボールのNFLトーナメント優勝決定戦であるスーパーボウルがイギリスでも放送されている。

### 音楽

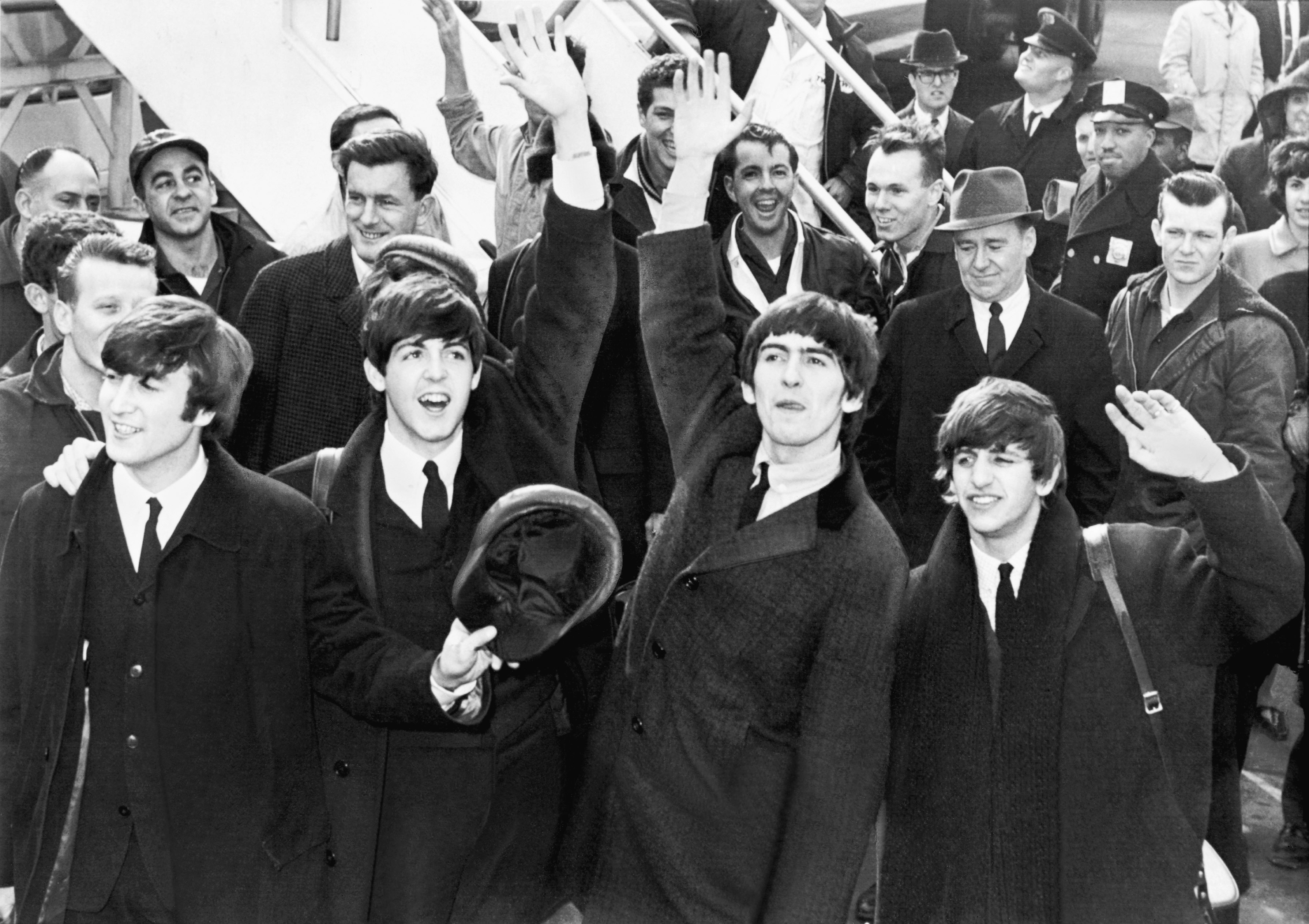
ビートルズのアメリカ上陸とそれに続く1964年のエド・サリヴァン・ショーの登場は"ブリティッシュ・インヴェイジョン"の始まりだとされる。

マドンナ、ティナ・ターナー、シェーア、マイケル・ジャクソン、ビング・クロスビー、エルヴィス・プレスリー、ボブ・ディラン、ダイアナ・ロス、ブリトニー・スピアーズ、クリスティーナ・アギレラ、フランク・シナトラ、レディー・ガガ、ビヨンセ等に代表されるアメリカのアーティストはイギリスでも高い人気を誇る。一方で、ビートルズ、ローリング・ストーンズ、スティング、ザ・フー、シャーリー・バッシー、トム・ジョーンズ、デヴィッド・ボウイ、スパイス・ガールズ, ビージーズ、エイミー・ワインハウス、KTタンストール、レオナ・ルイス、エルトン・ジョン、コールドプレイ等のイギリスのアーティストもアメリカの音楽市場において大きな成功を収めている。疑いの余地なく、両国のポピュラー音楽は互いに強い影響を与えている。
アメリカでは、多くのハリウッド映画やブロードウェイ・ミュージカルが音楽作品やサウンドトラックと密接に結びついて制作された。これらの分野（映画音楽、ミュージカル音楽）で著名なアメリカ人作曲家にはジョージ・ガーシュウィン、ロジャース&ハマースタイン、ヘンリー・マンシーニ、ジョン・ウィリアムズ、アラン・シルヴェストリ、ジェリー・ゴールドスミス、ジェームズ・ホーナーがいる。
ケルト音楽はアメリカの音楽に大きな影響を与えた。とりわけ、合衆国南部の伝統音楽はイギリス植民地時代に受けたケルト音楽やイングランドのフォーク音楽の影響から派生した。これは後にカントリー・ミュージックと呼ばれるようになり、アメリカのフォーク音楽を築き上げた。
ジャズ、スウィング、ビッグバンド、そして特にロックンロールの音楽ジャンルはすべてアメリカ合衆国に端を発しており、後にイギリスで発展したロック音楽にも大きな影響を与えた。アメリカのブルースが基となって、特にビートルズやローリング・ストーンズなどイギリスのエレクトリック・ロックに影響を与えた。

## ギャラリー

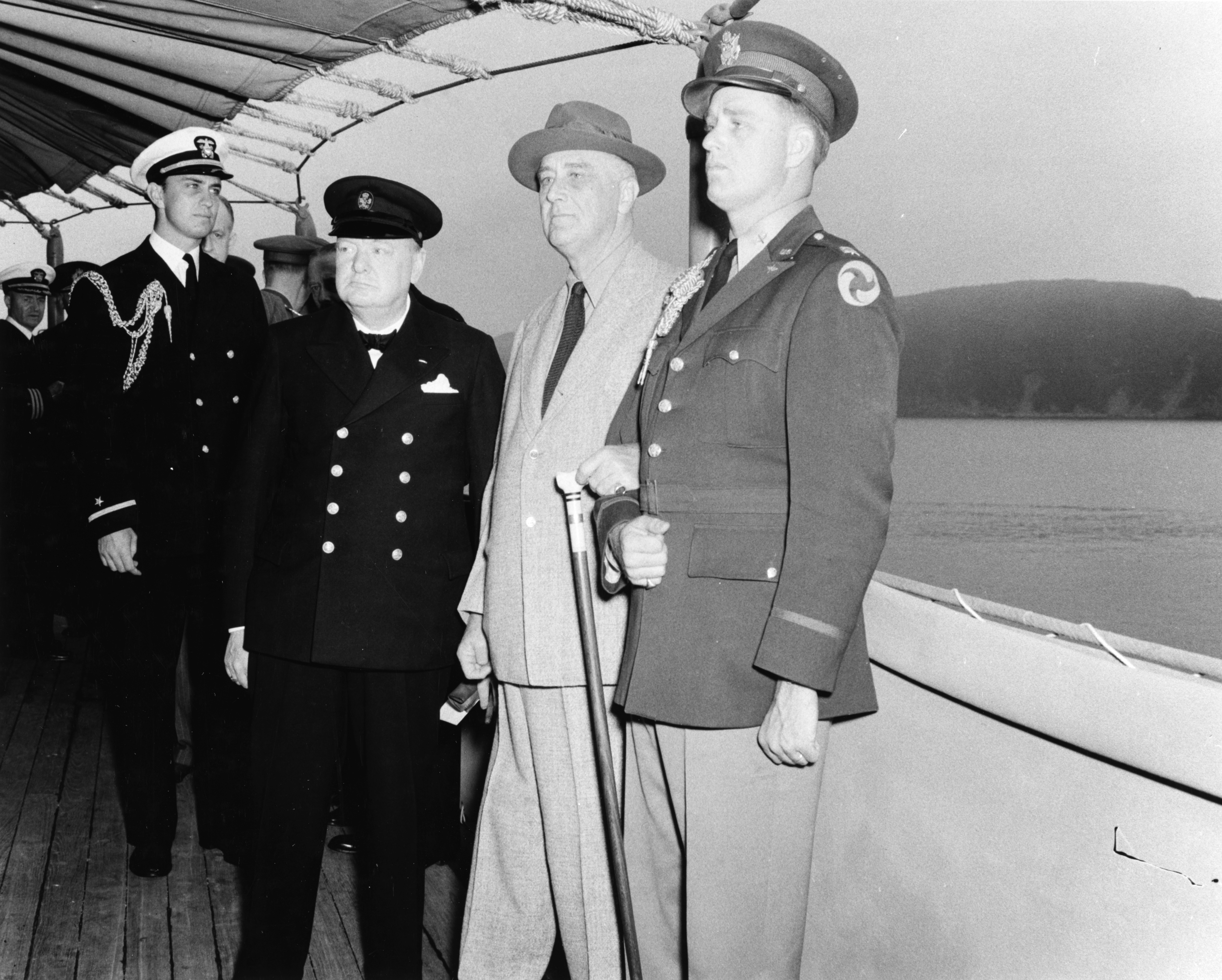
1941年、ニューファンドランド沖の艦上で開かれた秘密会議、大西洋会談におけるウィンストン・チャーチル首相とフランクリン・ルーズベルト大統領。
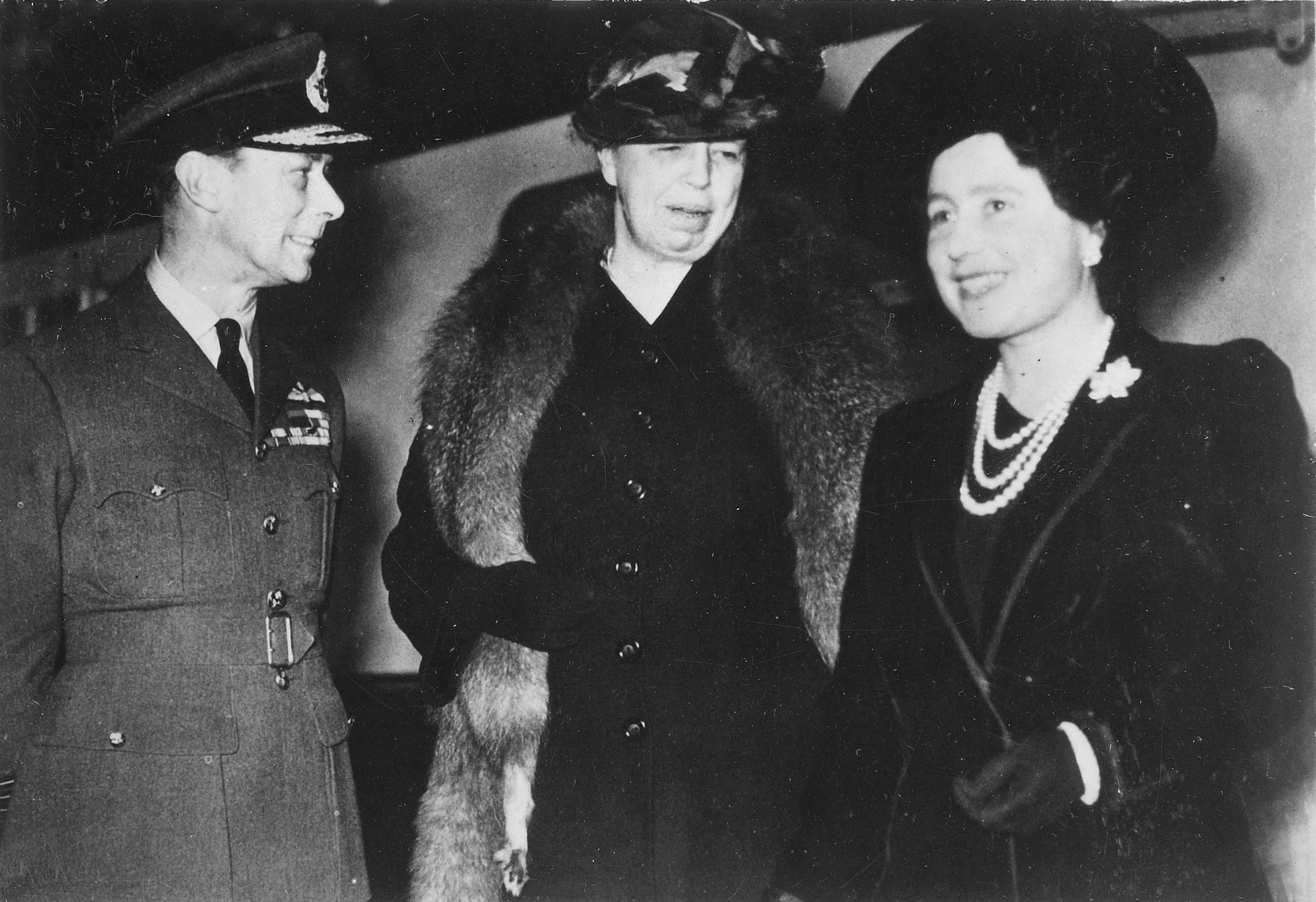
ジョージ6世とエリザベス王妃およびエレノア・ルーズベルト (1942年、ロンドン。)
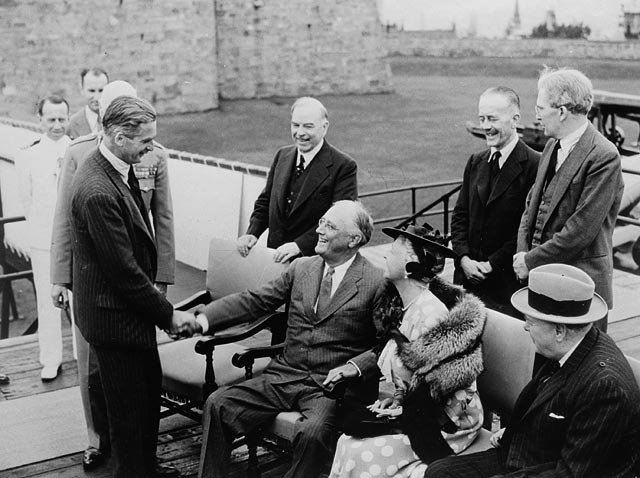
アンソニー・イーデンと握手を交わすフランクリン・D・ルーズベルト。エレノア・ルーズベルトとウィンストン・チャーチルが傍らで見ている。(1943年の第1回ケベック会談にて。)
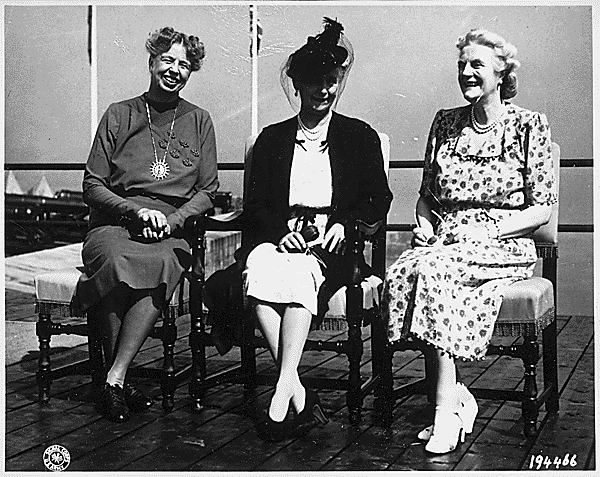
エレノア・ルーズベルト、アスローン伯爵妃アリスとクレメンティーン・チャーチル夫人 (1944年の第2回ケベック会談において。)
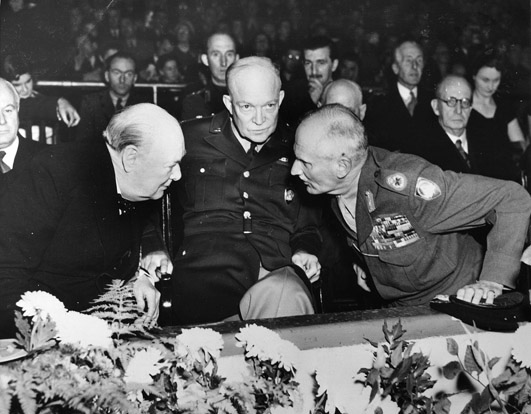
ドワイト・D・アイゼンハワー将軍とウィンストン・チャーチルおよびバーナード・モントゴメリー陸軍元帥 (1951年、NATOの会合にて。)
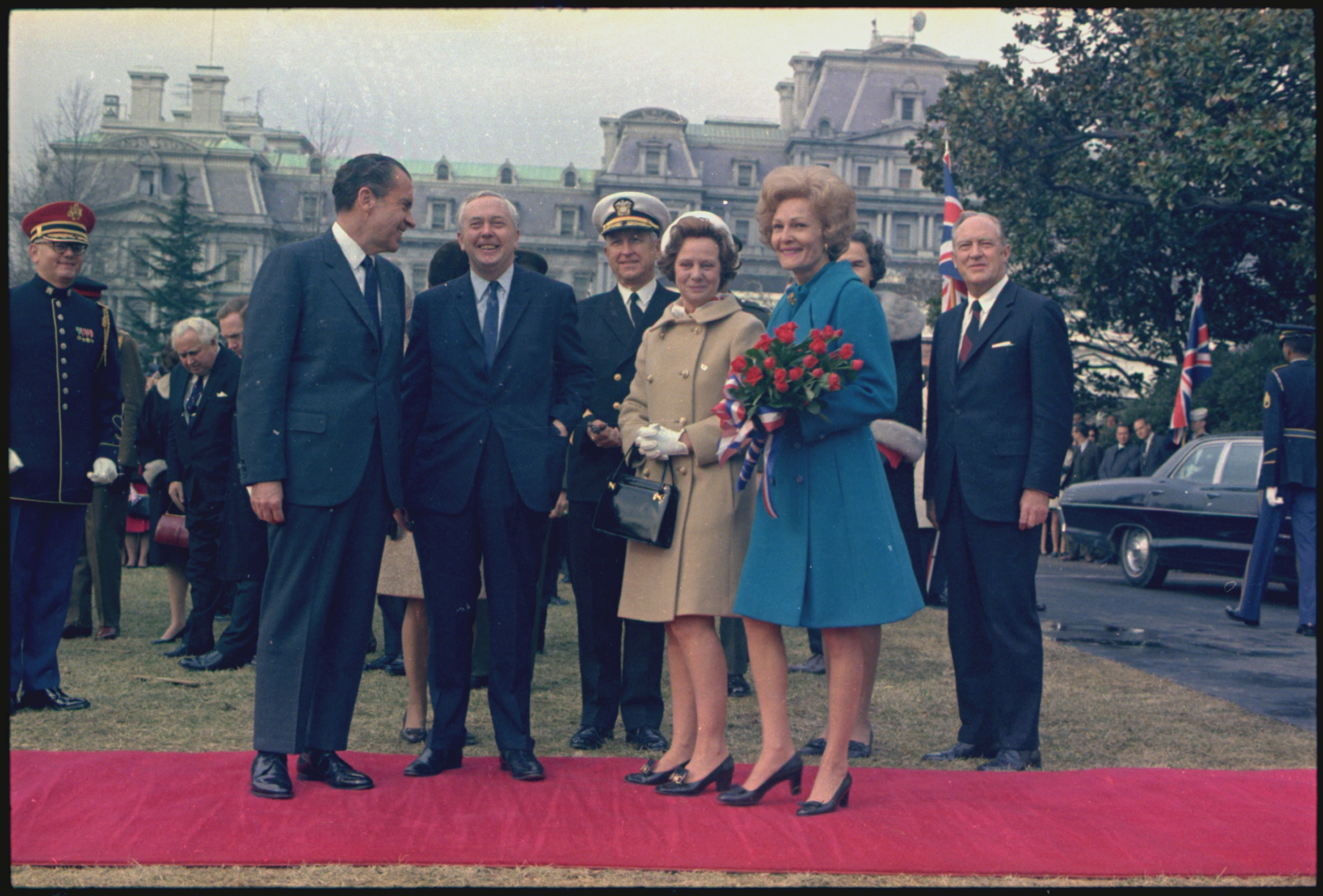
リチャード・ニクソン大統領とパトリシア・ニクソン夫人およびハロルド・ウィルソン首相とマリー・ウィルソン夫人 (1970年、ホワイトハウスの南庭にて。)
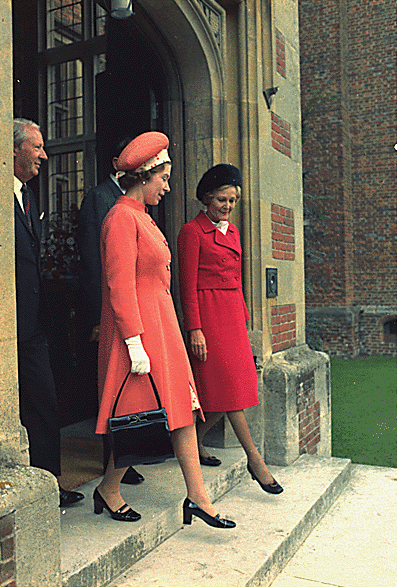
エリザベス2世とパトリシア・ニクソン (1970年、イングランドにて。)
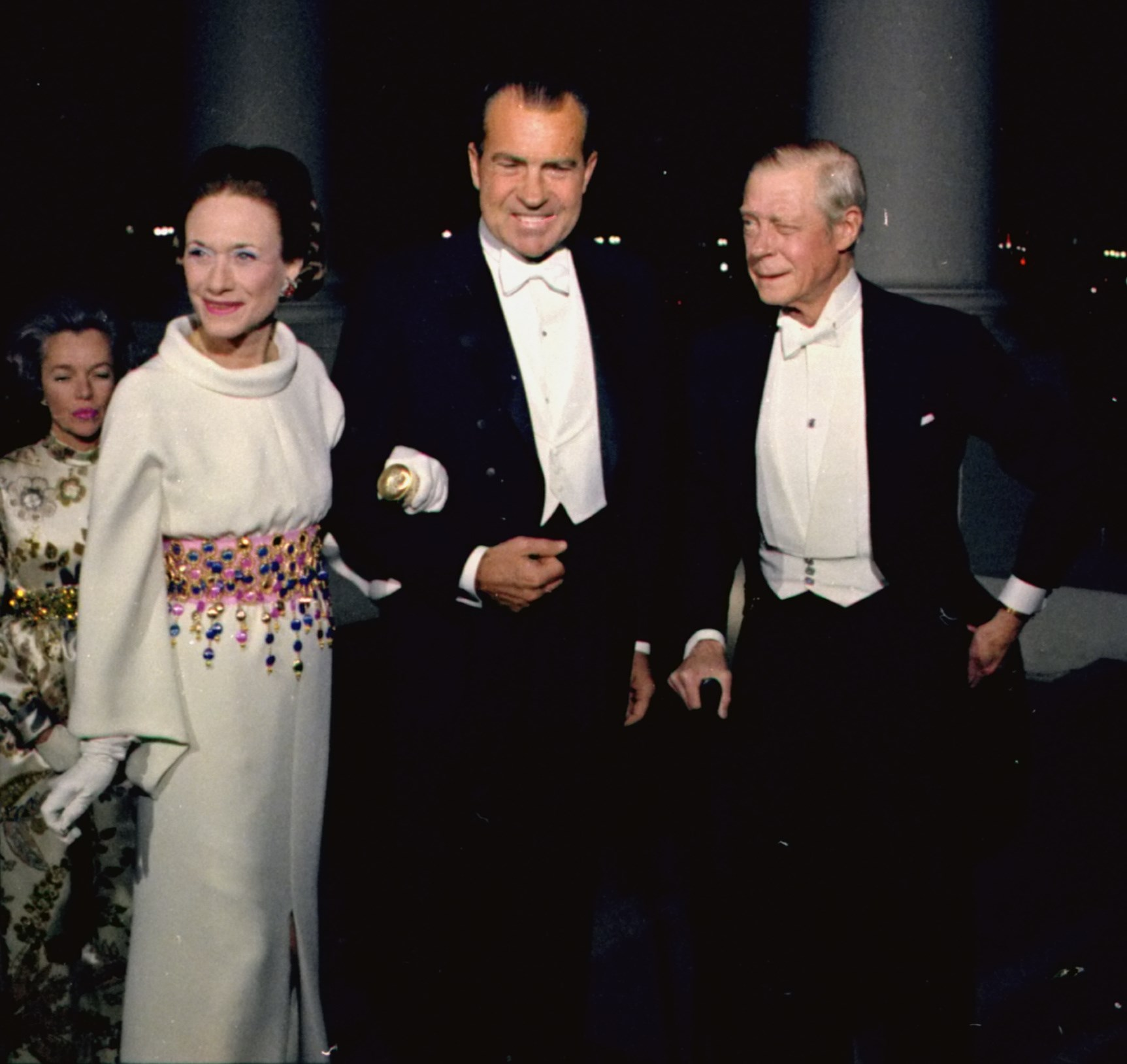
リチャード・ニクソン大統領とウィンザー公爵およびウィンザー公爵夫人 (1970年、アメリカ・メリーランド州にて。)
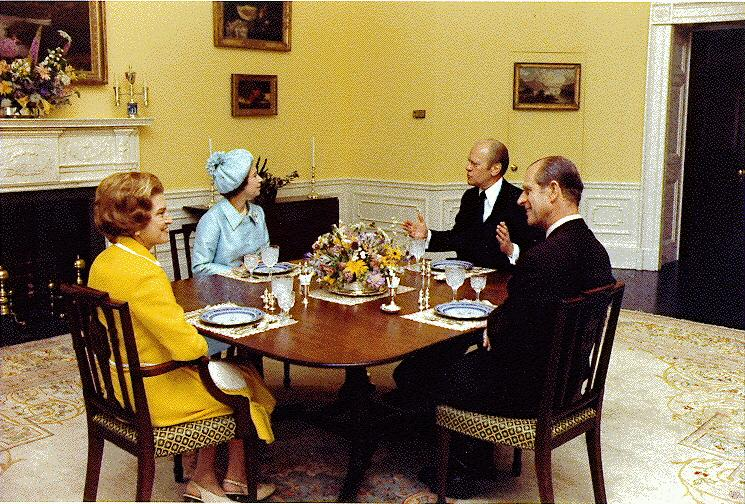
女王エリザベス2世およびエディンバラ公爵フィリップと昼食を共にするジェラルド・フォード大統領とベティ・フォード夫人 (1976年、ホワイトハウスにて。)
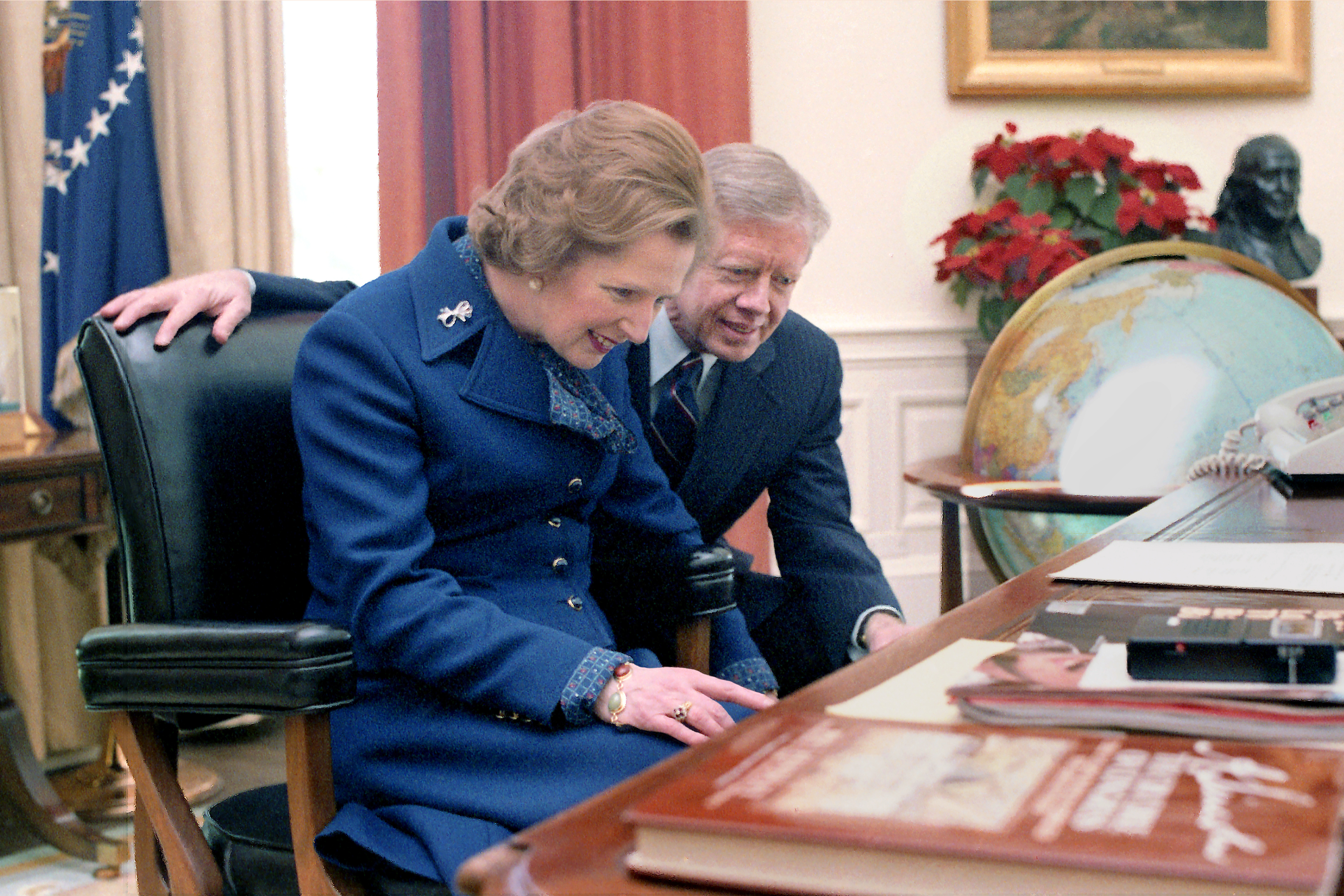
レゾリュート・デスク（英語版）の正面の題字を読むマーガレット・サッチャーとジミー・カーター (1979年、ホワイトハウスのオーバルオフィス (Oval Office) にて)
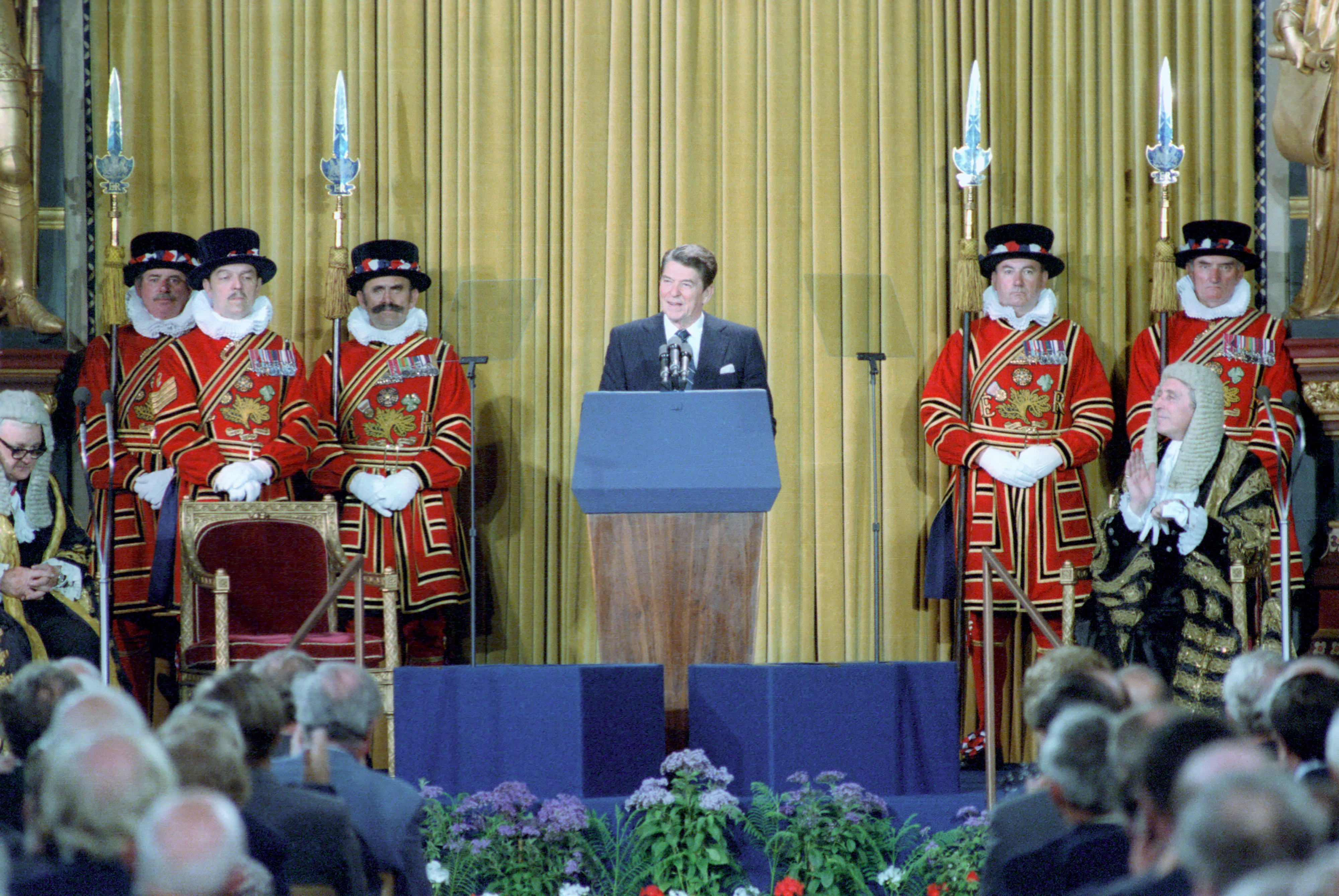
イギリス議会で演説するロナルド・レーガン大統領 (1982年、ロンドン)
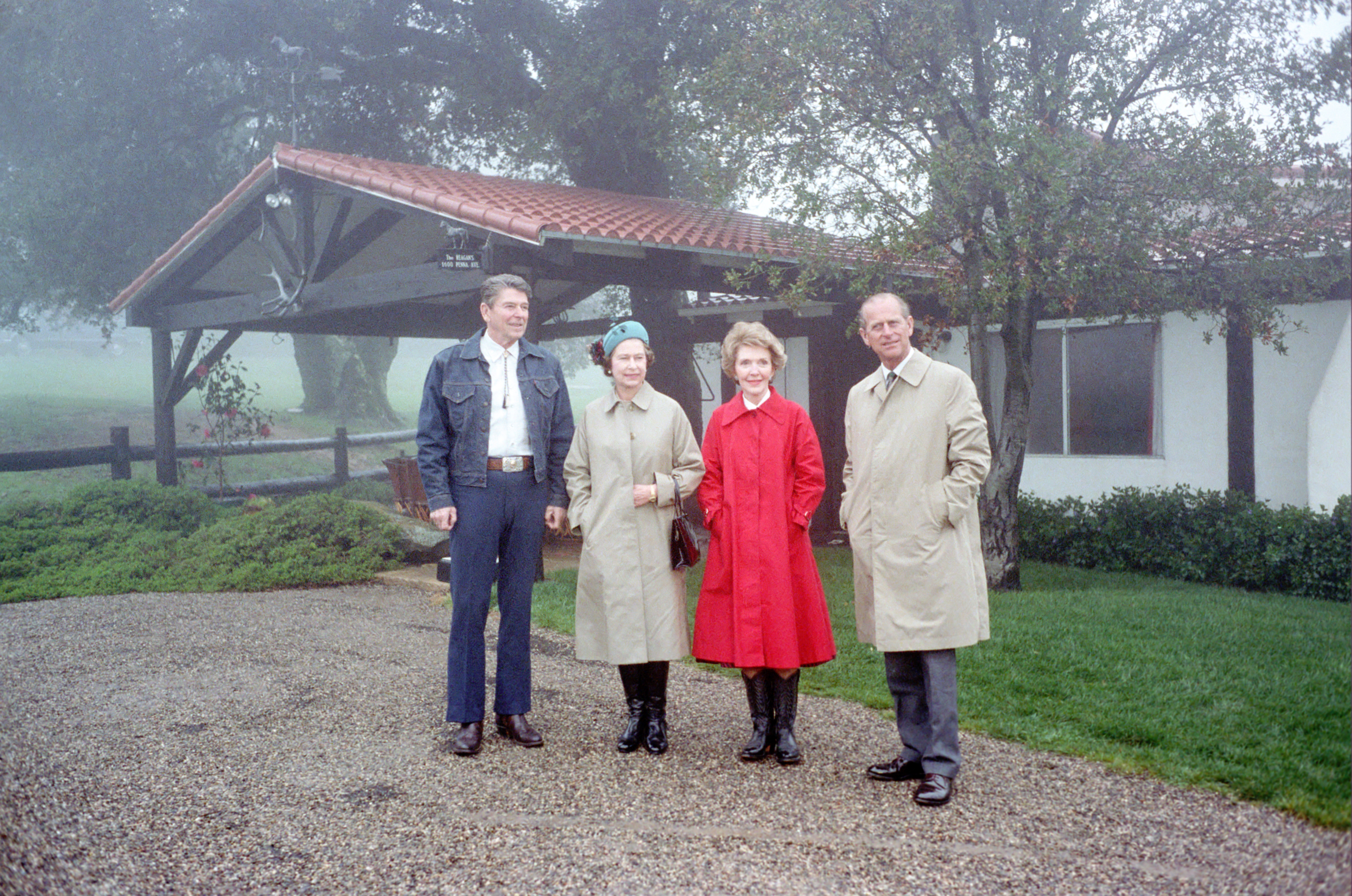
女王エリザベス2世およびエディンバラ公爵フィリップおよびロナルド・レーガン大統領とナンシー・レーガン夫人 (1983年、ランチョ・デル・シエロにて。)
[[チャールズ3世 (イギリス王)|]]（当時皇太子）とダイアナ妃と共に写真に納まるレーガン大統領とナンシー夫人 (1985年、ホワイトハウスにて。)
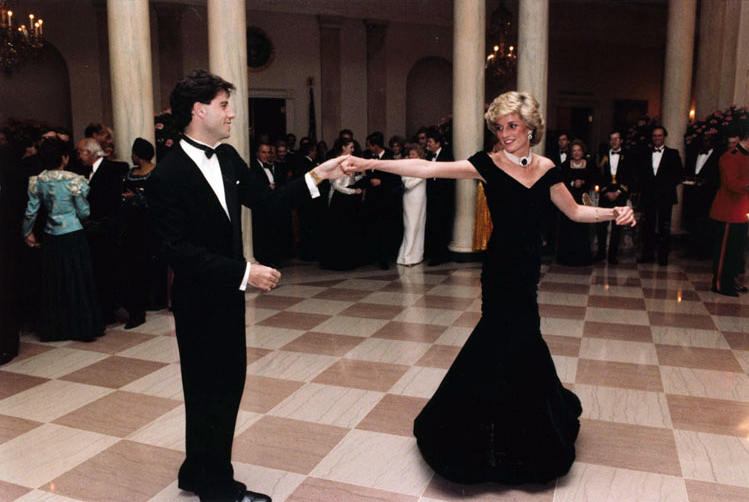
ダイアナ妃と踊るジョン・トラボルタ (1985年、ホワイトハウスにて。)
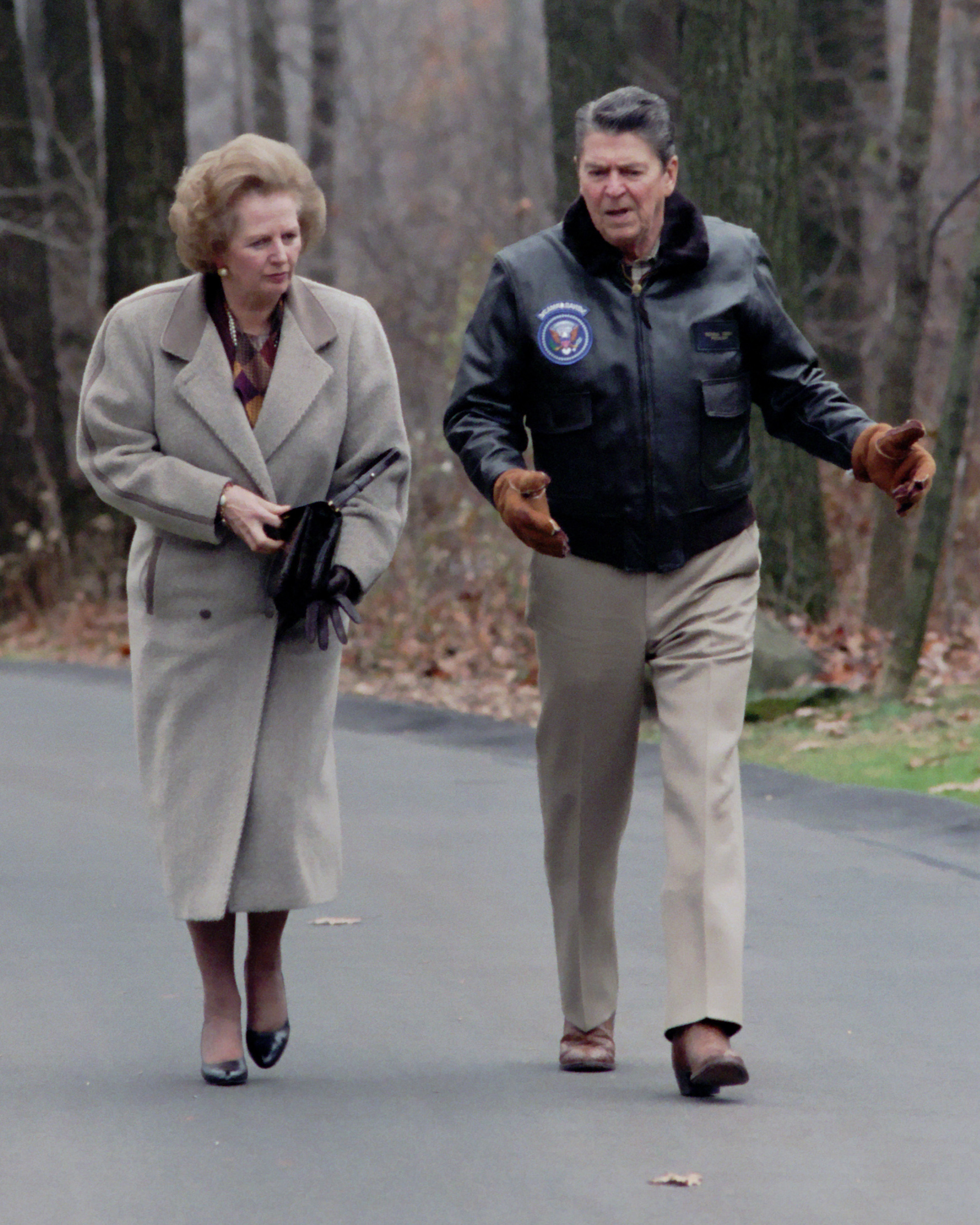
ロナルド・レーガン大統領と歩くマーガレット・サッチャー首相 (1986年、キャンプ・デービッドにて。)
レーガン大統領夫妻とサッチャー首相および夫デニス・サッチャー (1988年、ホワイトハウスでの公式晩餐会にて。)
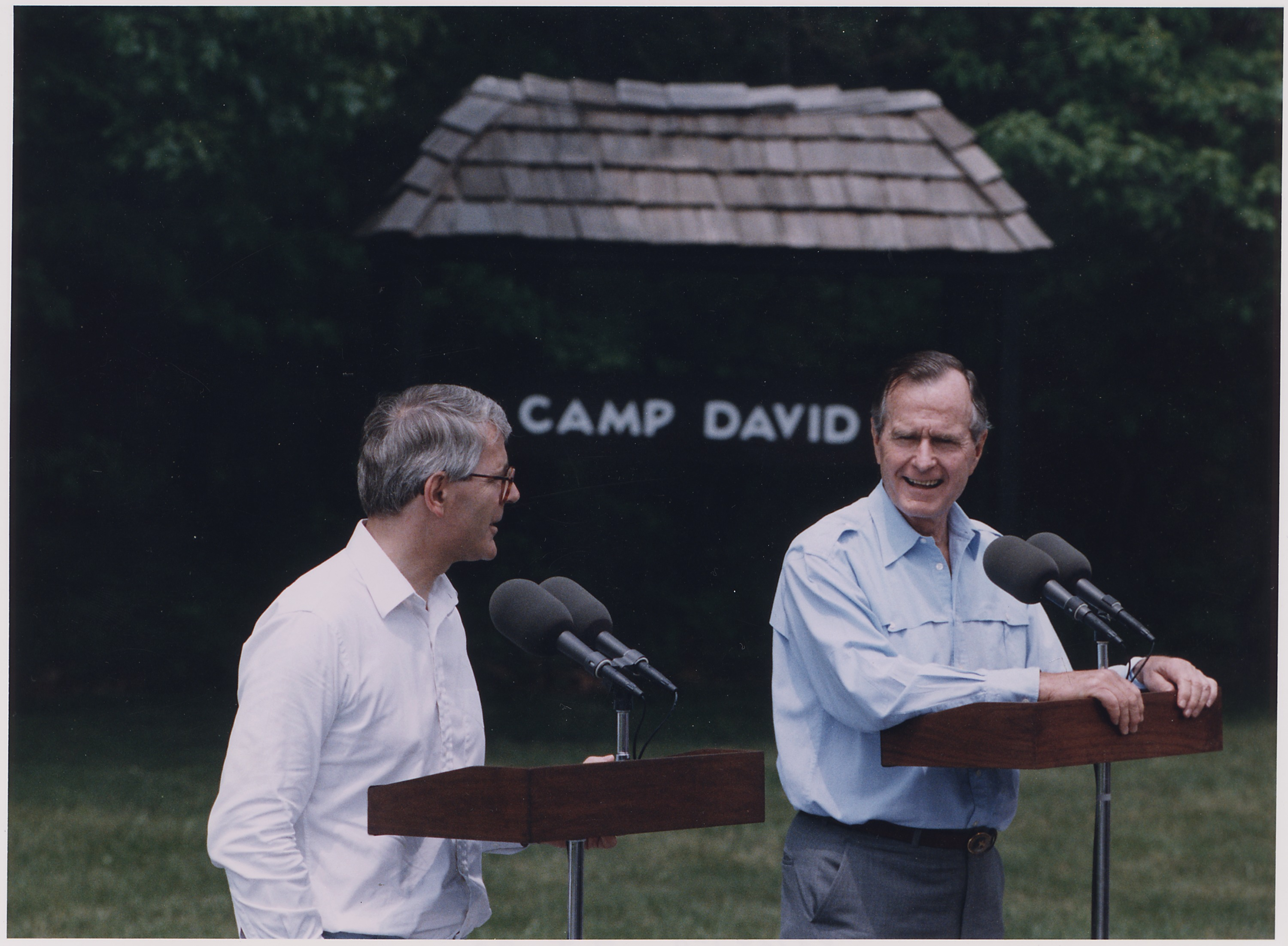
共同記者会見に臨むジョージ・H・W・ブッシュ大統領とジョン・メージャー首相 (1992年、キャンプ・デービッドにて。)
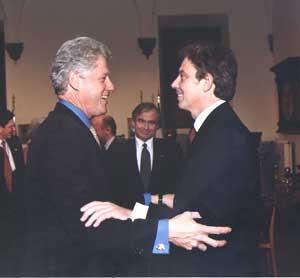
互いに抱き合うビル・クリントン大統領とトニー・ブレア首相 (1999年、イタリアのフィレンツェにて。)
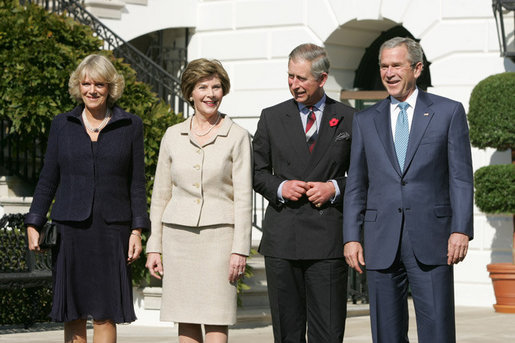
ウェールズのアメリカ公式訪問に際して集うジョージ・W・ブッシュ大統領、ローラ・ブッシュ夫人、チャールズ3世（当時皇太子）、カミラ妃 (2005年)
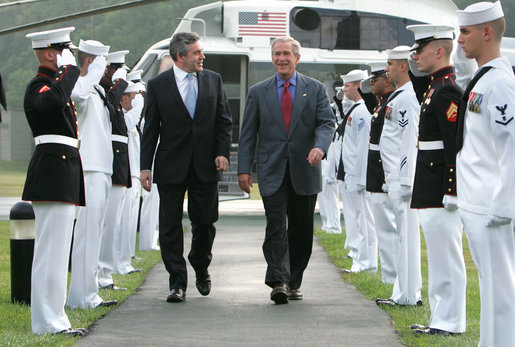
ゴードン・ブラウン首相とジョージ・W・ブッシュ大統領の初めての首脳会談 (2007年、キャンプ・デービッドにて。)
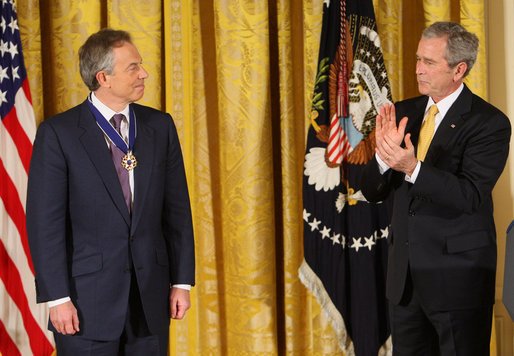
ジョージ・W・ブッシュ大統領から大統領自由勲章を授与されるトニー・ブレア元首相 (2009年、ワシントンD.C.にて。)
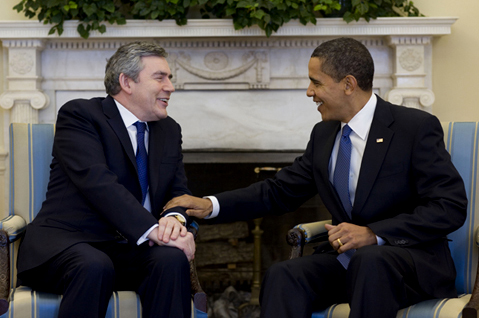
ゴードン・ブラウンとバラク・オバマ (2009年、ホワイトハウスのオーバルオフィスにて。)
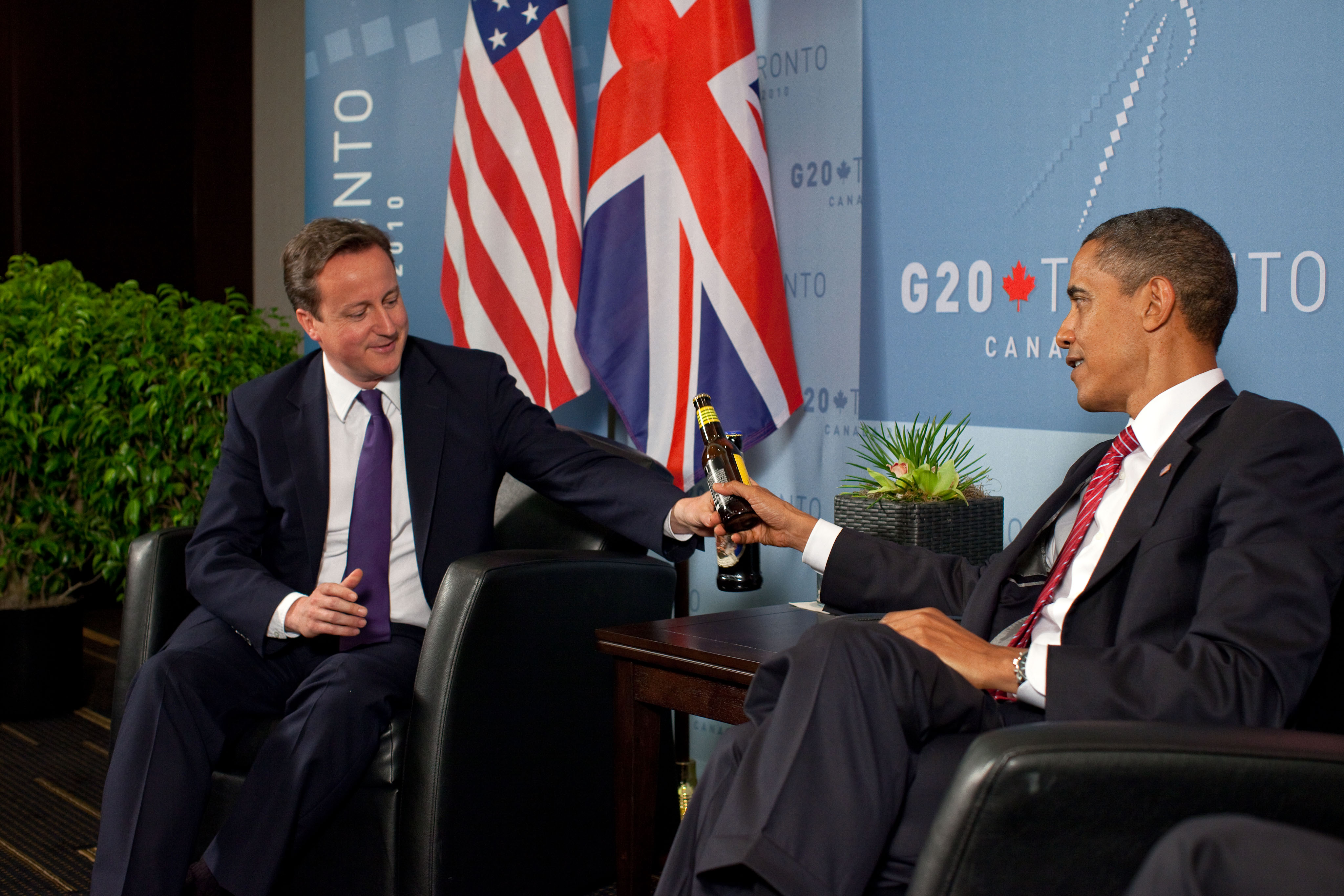
デーヴィッド・キャメロンとバラク・オバマ (2010年、カナダ・トロントでのG20サミット。)